# Wiehengebirge
Das Wiehengebirge ist ein bis 320 m ü. NHN hohes Mittelgebirge im Südwesten von Niedersachsen und im Nordosten von Nordrhein-Westfalen. Das zu den Nordausläufern der deutschen Mittelgebirge zählende Gebirge wird zum Weserbergland und im weiteren Sinne zum Weser-Leine-Bergland gerechnet. Es liegt am Südrand des Norddeutschen Tieflands, beginnt bei Bramsche im Westen und zieht sich bis zum rund 95 km entfernten Weserdurchbruch an der Porta Westfalica im Osten. Das Kammgebirge bildet mit dem östlich anschließenden Wesergebirge eine geologische Einheit.
Das dicht bewaldete Wiehengebirge ist ein Teilraum des Natur- und Geoparks TERRA.vita.

## Lage und geographischer Charakter

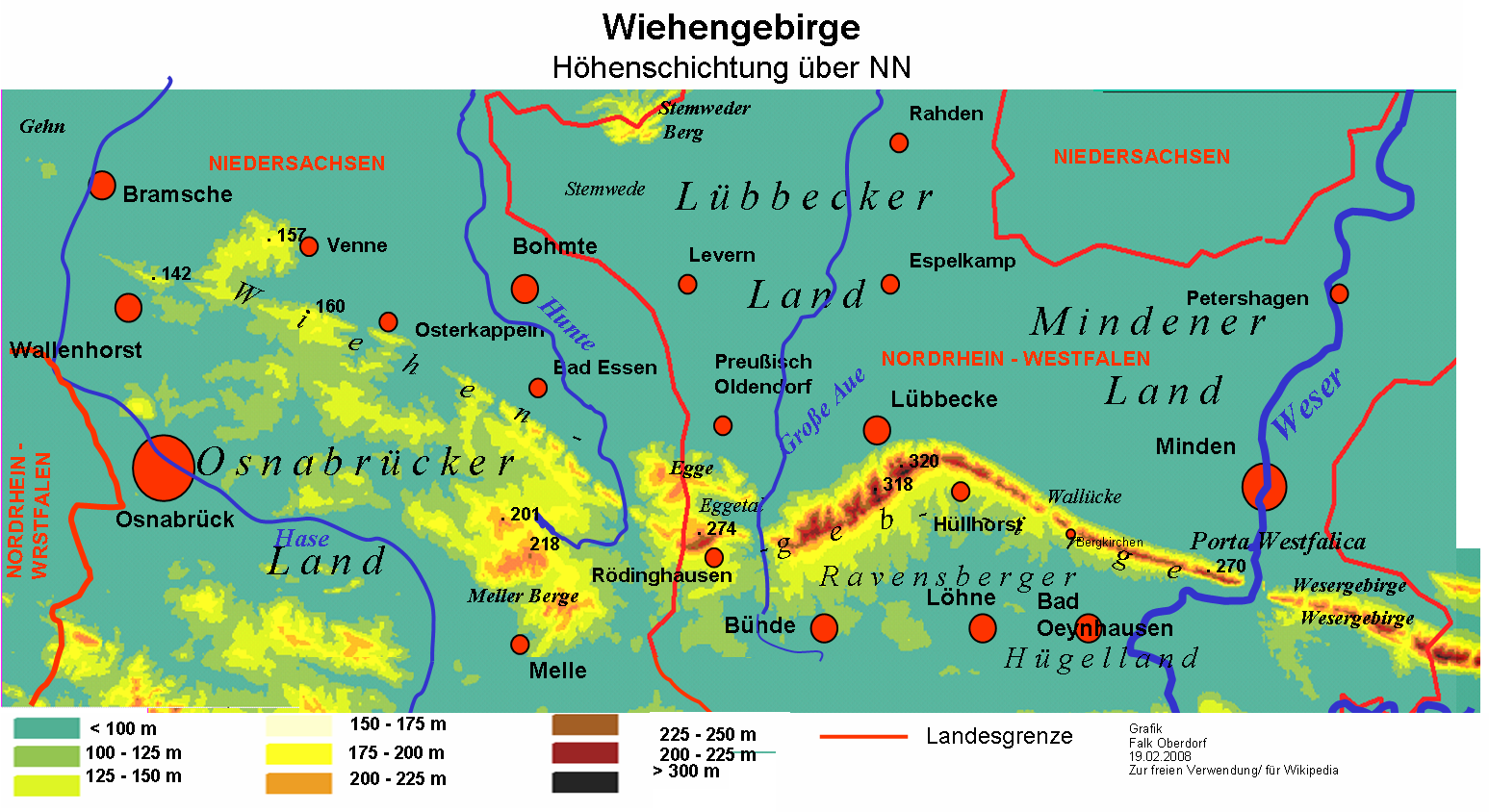
Höhenschichtung

Das Wiehengebirge ist ein langgestrecktes, in der Hauptrichtung von Westnordwest nach Ostsüdost verlaufendes Gebirge und bildet einen Teil des nördlichen Randes der deutschen zusammenhängenden Mittelgebirgsschwelle. Nördlich davon bereitet sich das Norddeutsche Tiefland aus. Administrativ liegt es im niedersächsischen Landkreis Osnabrück und den Kreisen Minden-Lübbecke und Herford in Nordrhein-Westfalen.
Das Ostende ist mit der Porta Westfalica östlich des Wittekindsbergs klar definiert. Nach Westen wird das Gebirge kontinuierlich flacher, entwickelt sich von einem kammartigen Höhenzug zu einer Hügelkette und geht beinahe unmerklich in die Tiefebene über. Den westlichen Abschluss bildet der Gehn westlich der Senke, durch die der Mittellandkanal am Abzweig des Stichkanals Osnabrück durchs Wiehengebirge geführt wird.
Nördlich des Wiehengebirges schließt sich mit dem Lübbecker Lößland das Norddeutsche Tiefland an. An der Porta Westfalica wird das Wiehengebirge in östlicher Richtung vom Wesergebirge fortgesetzt und stellt mit diesem eine geomorphologische Einheit dar. Es ist geologisch ähnlich aufgebaut und schließt bei Hessisch Oldendorf zum Süntel an. Südöstlich des Wiehengebirges befinden sich das Lipper Bergland, südlich das Ravensberger Hügelland, südwestlich im Bereich des Tecklenburger Lands die nördlichen Ausläufer des Teutoburger Walds sowie im Osnabrücker Land das Osnabrücker Hügelland, und nordwestlich der Gehn und die Ankumer Höhe, die Dammer Berge und der Stemweder Berg. Nördlich des Westlichen Wiehengebirges liegt das Große Moor, nördlich des Östlichen Wiehengebirges liegt das Große Torfmoor, beides Folgen der Glazialen Serie.

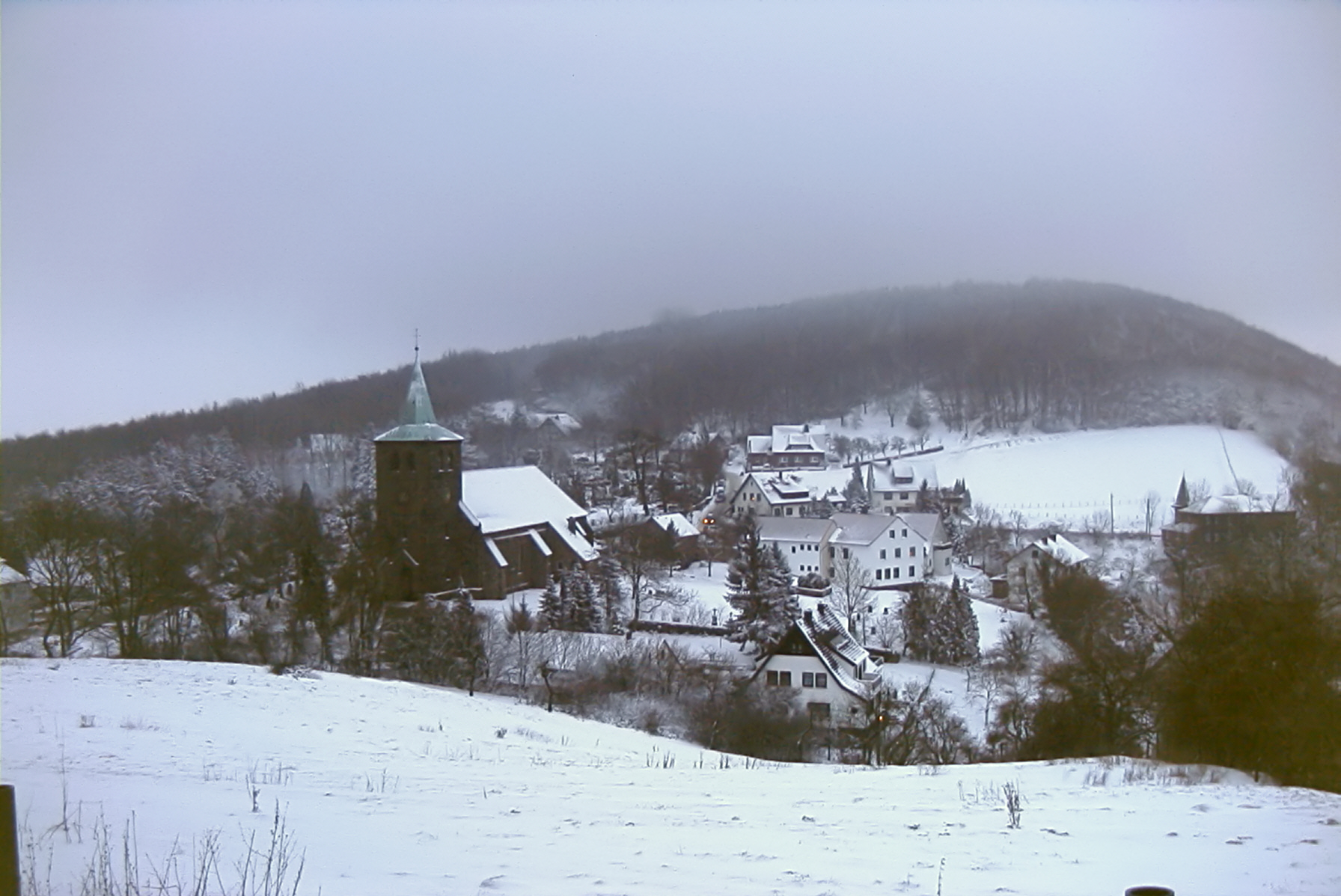
Bergkirchen auf dem Hauptkamm des östlichen Wiehengebirges (Blick nach Osten): Reliefasymmetrie

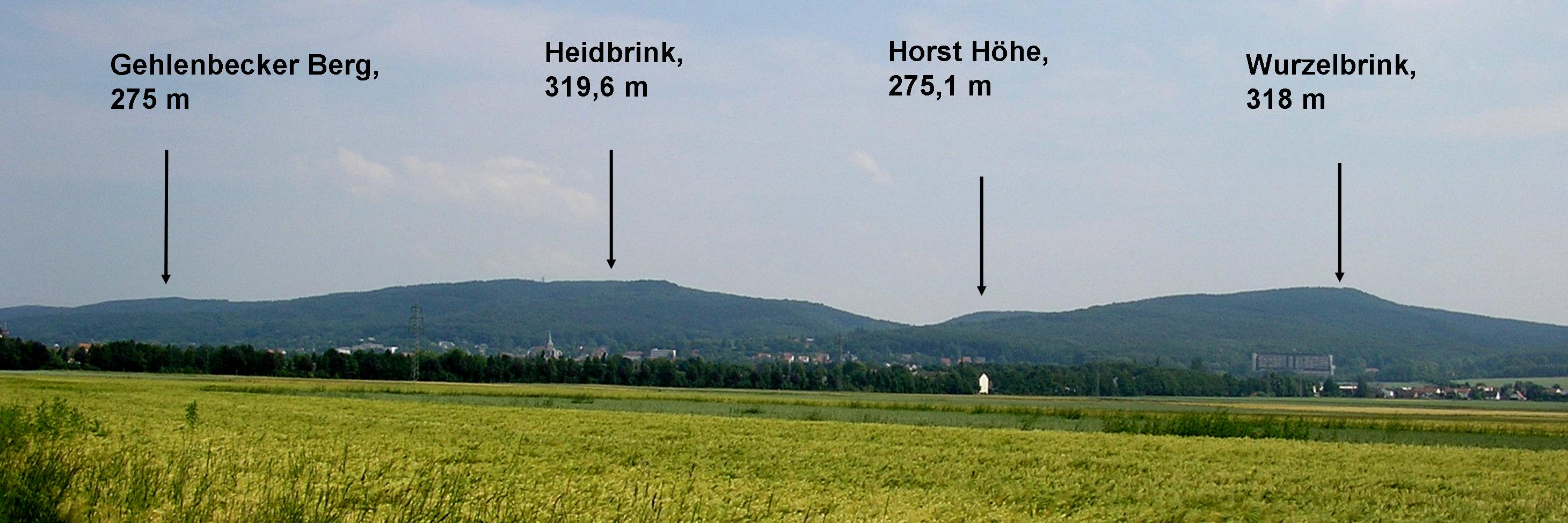
Ansicht nach Süden bei Lübbecke

Zusammen mit der Ankumer Höhe, dem Wesergebirge und dem Süntel bildet das Wiehengebirge einen beinahe geschlossenen bewaldeten Höhenzug von 143 km Länge. Die Breite des schmalen Hauptkamms schwankt beträchtlich, liegt jedoch durchschnittlich nur bei etwa 1 km.
Das Wiehengebirge erreicht mit seinen höchsten Erhebungen kaum mehr als 300 m, meist lediglich 250 m. Dagegen steigt es über die Sohle des Wesertals und das benachbarte Niederungsland etwa 200 bis 220 m Höhe empor.
Das Wiehengebirge ist Teil des von Schichtstufen und Schichtkämmen geprägten Weser-Leine-Berglands und ist selbst ein typischer Schichtkamm. Im Querschnitt ist diese Art von Höhenzug durch zwei gegenüberliegende Hänge mit relativ steilen Böschungswinkeln geprägt; statt einer Gipfelverebnung ist meist eine langgestreckte Kammlinie ausgebildet. Im Längsschnitt setzt sich das Wiehengebirge aus schmalen, bewaldeten Höhenrücken („Egge“) zusammen, die durch Pässe und Durchbruchstäler (Dören) voneinander getrennt werden.
Das Wiehengebirge ist ein Teil der durch Laub- und Nadelwald, Moore, Heideflächen, weite Felder und Wiesen geprägten Landschaft. Zahlreiche Bäche entspringen in feuchten Quellmulden und fließen zunächst in Kerbtälern die Hänge hinab, um dann durch die breiteren Sohlentäler zu mäandrieren, die hier regional Sieke genannt werden. Manche Bäche sind nicht ganzjährig wasserführend, die vergleichsweise sehr breiten Täler sind Ergebnis größerer abfließender Wassermengen während der letzten Kaltzeit. Die Bäche erreichen nach längstens rund 1,5 Kilometern das Vorland; entsprechend klein ist das jeweilige Einzugsgebiet. Nach Süden hin entspringen die Bäche meist in einem Quellhorizont am Fuße des Gebirges.
Das Gebiet ist Teil des Natur- und Geoparks TERRA.vita.

## Name

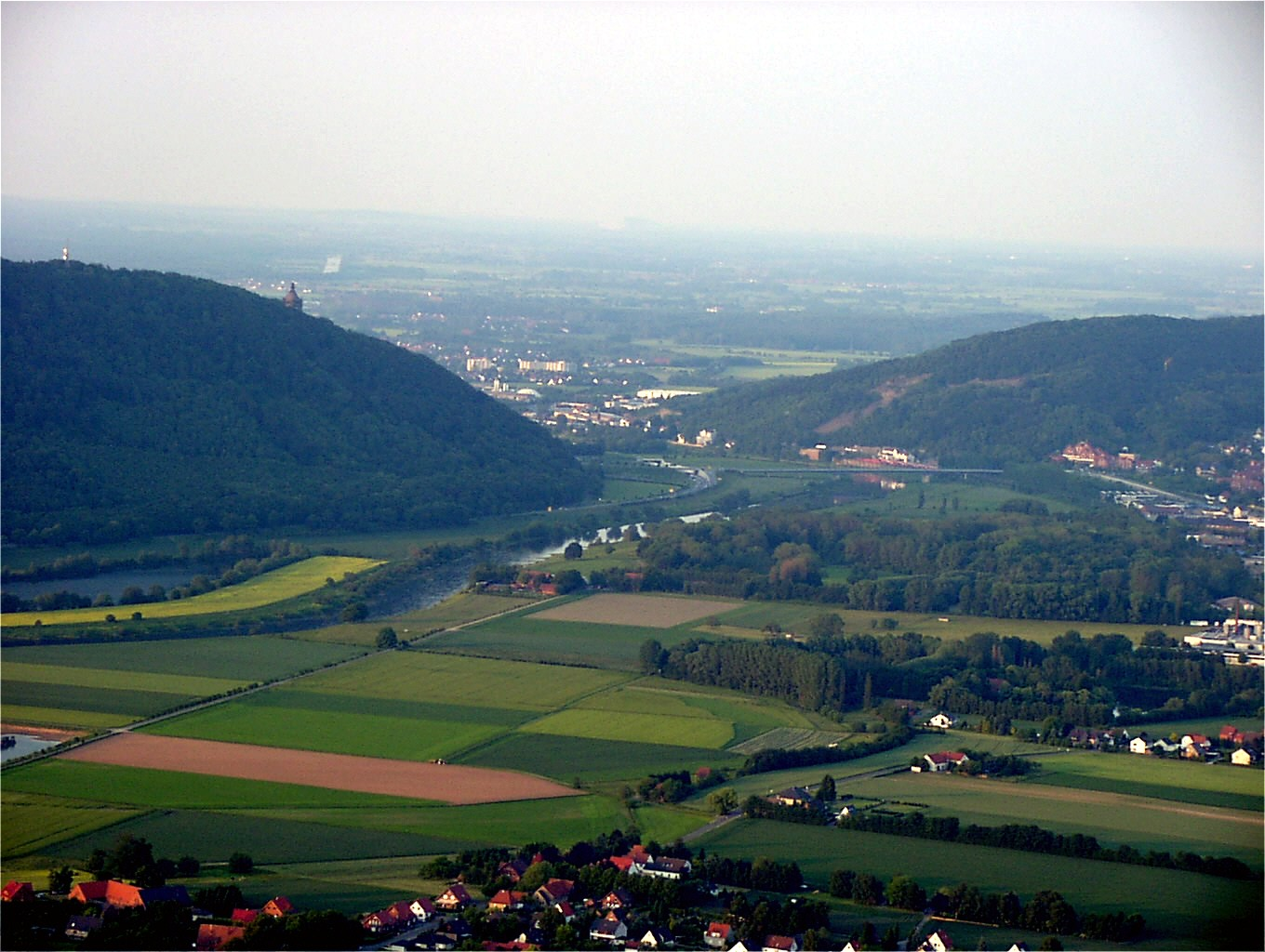
An der Porta Westfalica trennt die Weser das Wiehen- (links) und Wesergebirge (rechts)

In älterer Zeit wurde der Höhenzug von Wiehengebirge, Wesergebirge und Süntel gemeinsam als Süntel bezeichnet;
Das Wiehengebirge ist lokal unter Wiehen bekannt. Die früheren Bezeichnungen Mindensche Bergkette oder westliche Weserkette, bestehend aus den Lübbecker Bergen und den Kappeler Bergen, sind nicht mehr gebräuchlich.
Mitte des 19. Jahrhunderts wurde nur das östliche Drittel des heutigen Wiehengebirges als solches bezeichnet. Der Begriff Wiehen dehnte sich erst im Laufe des ausgehenden 19. Jahrhunderts auf den westlichen Teil des Gebirges aus und verdrängte die ältere Bezeichnung. In älterer Literatur wurden das (östliche) Wiehen- und Wesergebirge zusammen bisweilen als Weserkette bezeichnet. Für den gesamten Höhenzug wurde auch die lateinische Bezeichnung Silva Herculi Sacra verwendet.
Aus den Bezeichnungen Lübbeckesche Berge/Lübbensche Berge wurde der Lübbecker Berg, der heute den Gebirgsteil beiderseits der Bundesstraße 239 auf dem Gebiet der Lübbecker Kernstadt bezeichnet.
Vorherrschend bei den Namen der einzelnen Erhebungen des Wiehengebirges sind „Berg“ (mit Zusatz eines nahe gelegenen Ortsnamens wie Schnathorster Berg), „-brink“ (z. B. Heidbrink), „Kopf“ (Elfter Kopf) und „Egge“ (Venner Egge). Einige wenige Erhebungen fallen mit dem Namen ganz aus der Reihe (Nonnenstein, Altes Verbrenn usw.).

## Naturräumliche Gliederung

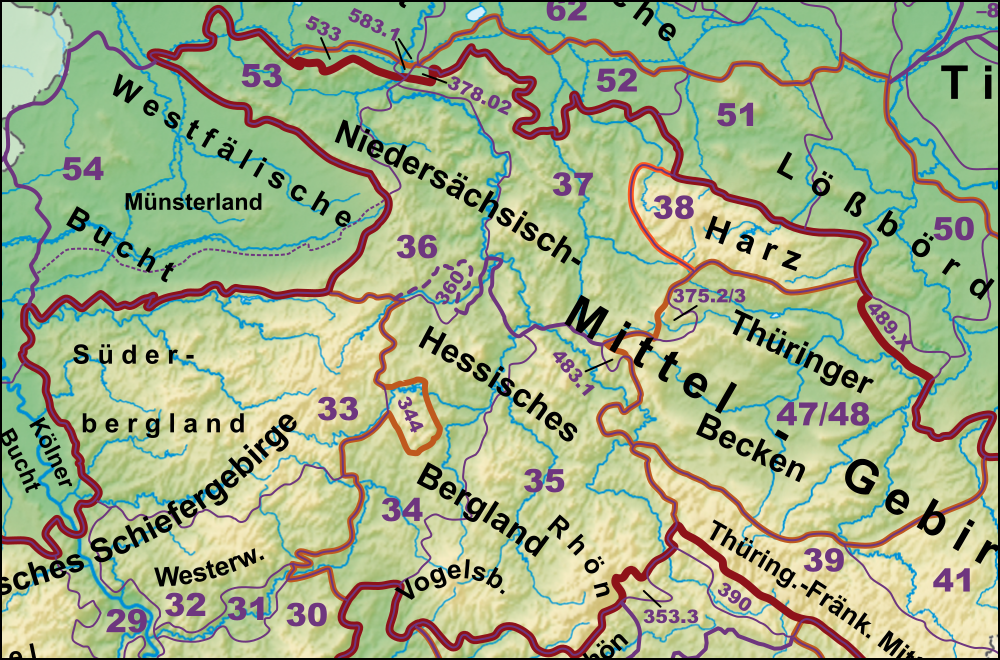
Das Wiehengebirge als nördliche Begrenzung des Unteren Weserberglands (D 53)

Nach dem Handbuch der naturräumlichen Gliederung Deutschlands wird das Wiehengebirge in die beiden Regionen Westliches Wiehengebirge und Östliches Wiehengebirge unterteilt; die Grenze liegt östlich der Gemeinde Ostercappeln.
- (zu 53 Unteres Weserbergland)
  -     - 536/532 Wiehengebirge
      - 536 Westliches Wiehengebirge
        - 536.1 Kalkrieser Höhen (Norden)
        - 536.0 Schleptruper Eggen

      - 532 Östliches Wiehengebirge (W)
        - 532.1 Oldendorfer Berge (532.0 im östlichen Norden horstartig aufgesetzt)
        - 532.0 Bad Essener Höhen (Westen)
        - 532.2 Lübbecker Egge (Mitte)
        - 532.3 Bergkirchener Eggen (Osten)

### Westliches Wiehengebirge

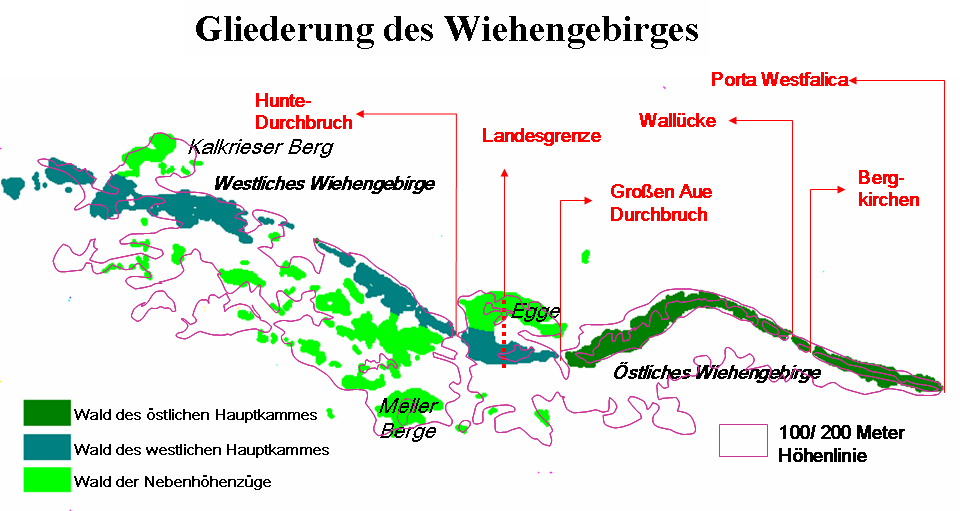
Gliederung des Wiehengebirges in einen östlichen und einen westlichen Teil

Das Westliche Wiehengebirge gehört als Teil des Osnabrücker Landes bis auf den östlichsten Zipfel zu Niedersachsen. Westlich von Rödinghausen fächert das Gebirge auf, hier sind dem 39 km langen Hauptkamm die Egge, die Meller Berge und der Kalkrieser Berg als Höhenzüge vorgelagert, wodurch das Westliche Wiehengebirge eine Breite von mehr als zehn Kilometer erhält.
Von Ost nach West wird das Westliche Wiehengebirge niedriger, südlich von Bramsche verliert es sich schließlich in der Norddeutschen Tiefebene mit dem Gehn als letztem Ausläufer. Die größeren Gebirgstäler sind überwiegend waldfrei und besiedelt. Im Westlichen Wiehengebirge dominiert der Nadelwald.

### Östliches Wiehengebirge

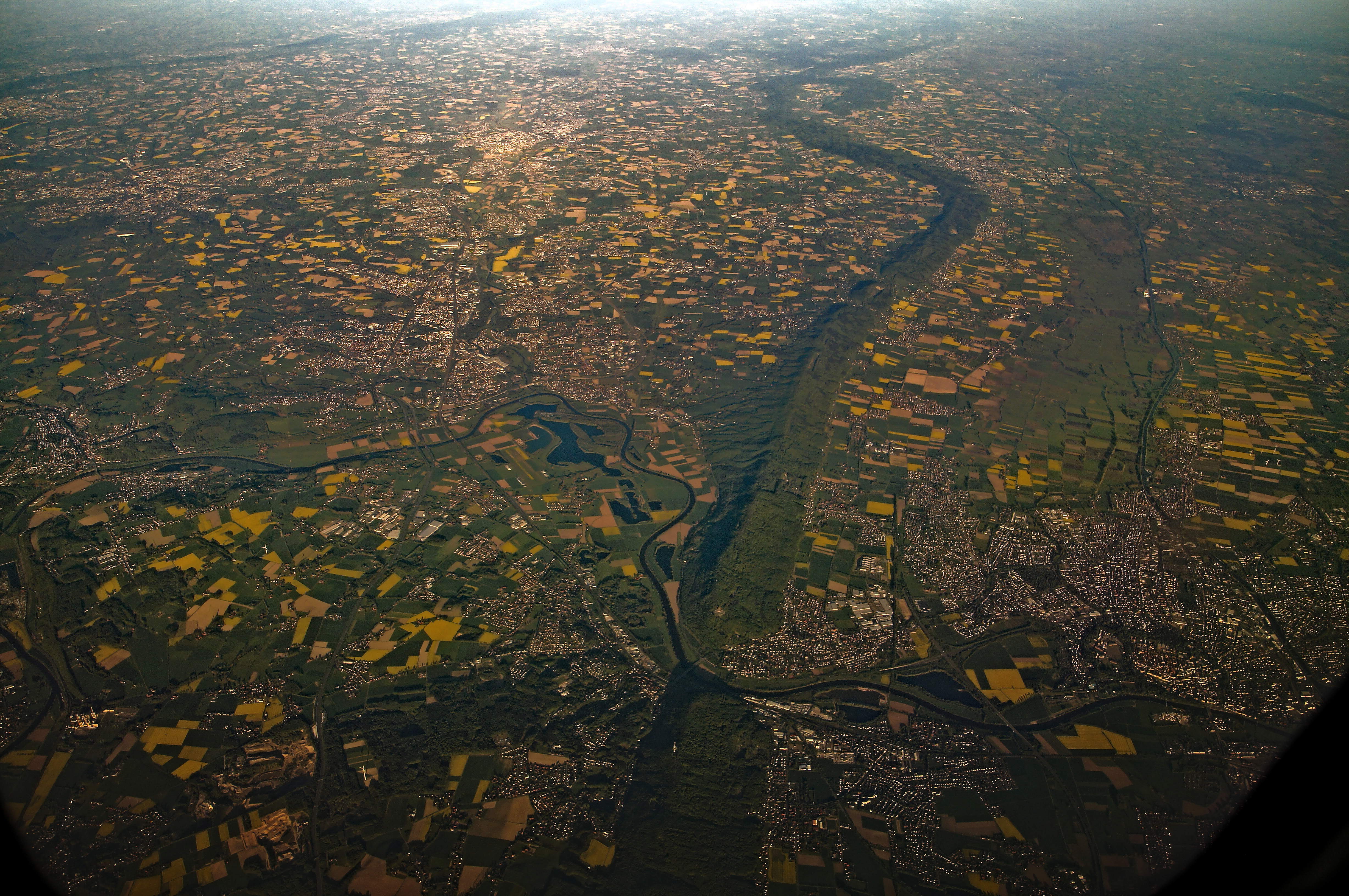
Schrägluftbild des östlichen Wiehengebirges mit Blick nach Westen. Im Vordergrund der Weserdurchbruch bei Porta Westfalica. Die Große Aue ist nicht zu erkennen, jedoch zeichnet sich die nordwestlich vorgelagerte Egge deutlich nahe dem oberen Bildrand ab.

Das 28 km lange Östliche Wiehengebirge liegt vollständig in Nordrhein-Westfalen zwischen der Porta Westfalica und dem Durchbruch der Großen Aue. Die Breite nimmt von Osten nach Westen von durchschnittlich 1 km auf bis zu 2,5 km zu. Nur im breiteren Westteil zwischen Lübbecke und Neue Mühle lagern dem Hauptkamm Erhebungen vor. In diesem Teil spaltet sich der Höhenzug in zwei Schichtkämme auf. Südlich von Lübbecke verläuft der Höhenzug in einem nach Norden gerichteten Bogen; dort übersteigt er fast durchweg 200 m Höhe mit höchsten Erhebungen von über 300 m.
Nach Norden fällt das Östliche Wiehengebirge relativ sanft zum Lübbecker Lößland ab, während der Südhang zur Ravensberger Mulde meist deutlich steiler ist. Im äußersten Osten stellt sich der Südhang bisweilen als Steilklippe dar, wie zum Beispiel die Felsenklippe Silberblick unweit des Kaiser-Wilhelm-Denkmals.
Das Östliche Wiehengebirge bildet eine fast geschlossene Waldfläche, die nur bei Wallücke und Bergkirchen, der einzigen Ortschaft auf dem Gebirgskamm, im Passbereich unterbrochen ist. Dadurch ist es möglich, auf dem Kammweg den Kreis Minden-Lübbecke weitestgehend im Wald zu durchwandern. Im Osten dominiert Laubwald, weiter zum Westen hin nimmt der Anteil an Nadelwald kontinuierlich zu. Die Waldfläche beträgt rund 3.600 Hektar und beginnt auf der Nordseite meist auf Höhen zwischen 100 und 120 m; auf der Südseite reicht das Kulturland hingegen höher, teilweise bis auf 200 m Höhe.

## Klima

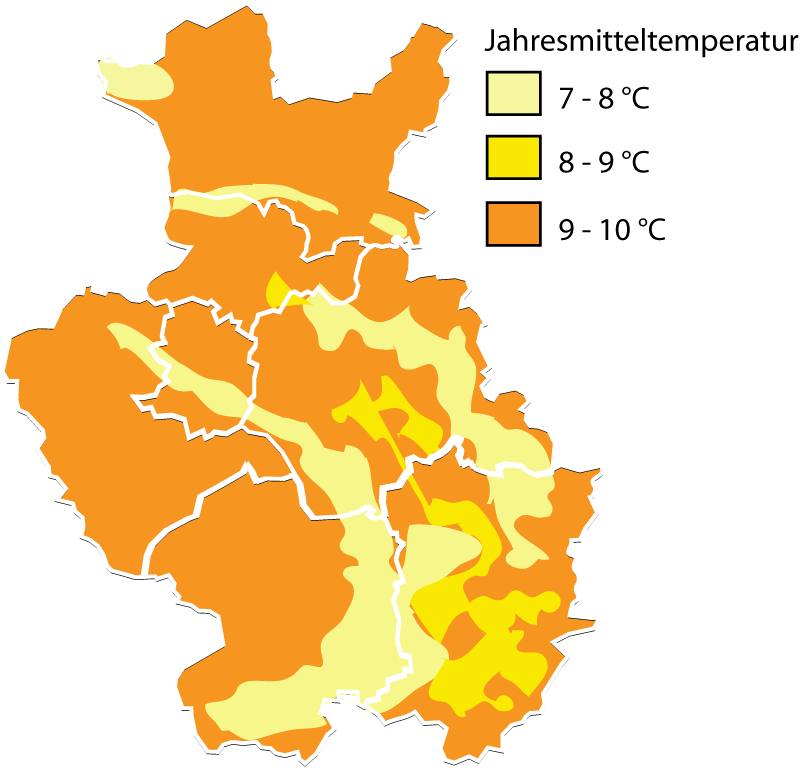
Jahresmitteltemperatur in Ostwestfalen-Lippe

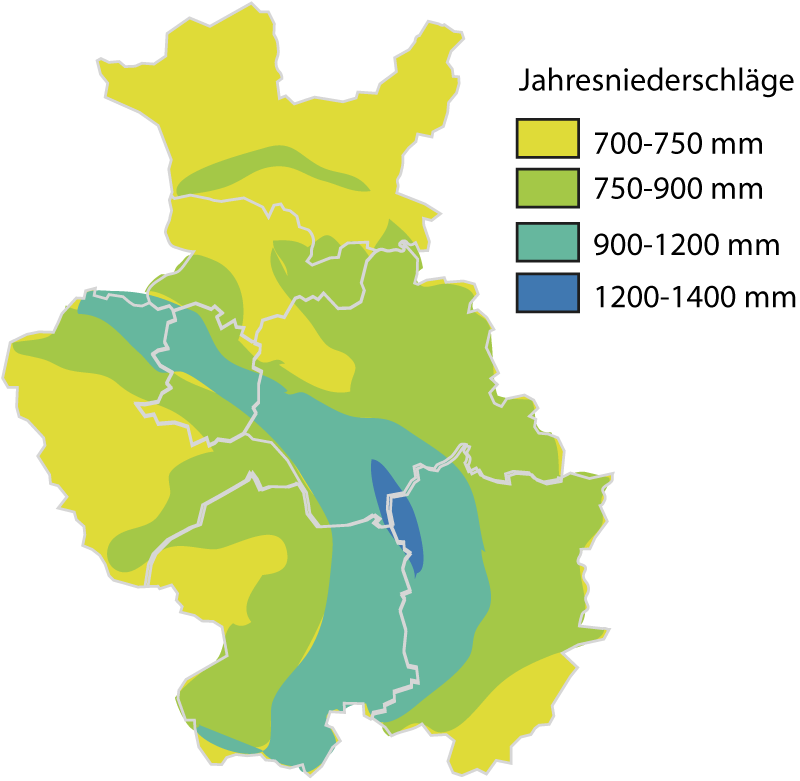
Jahresniederschläge in Ostwestfalen-Lippe

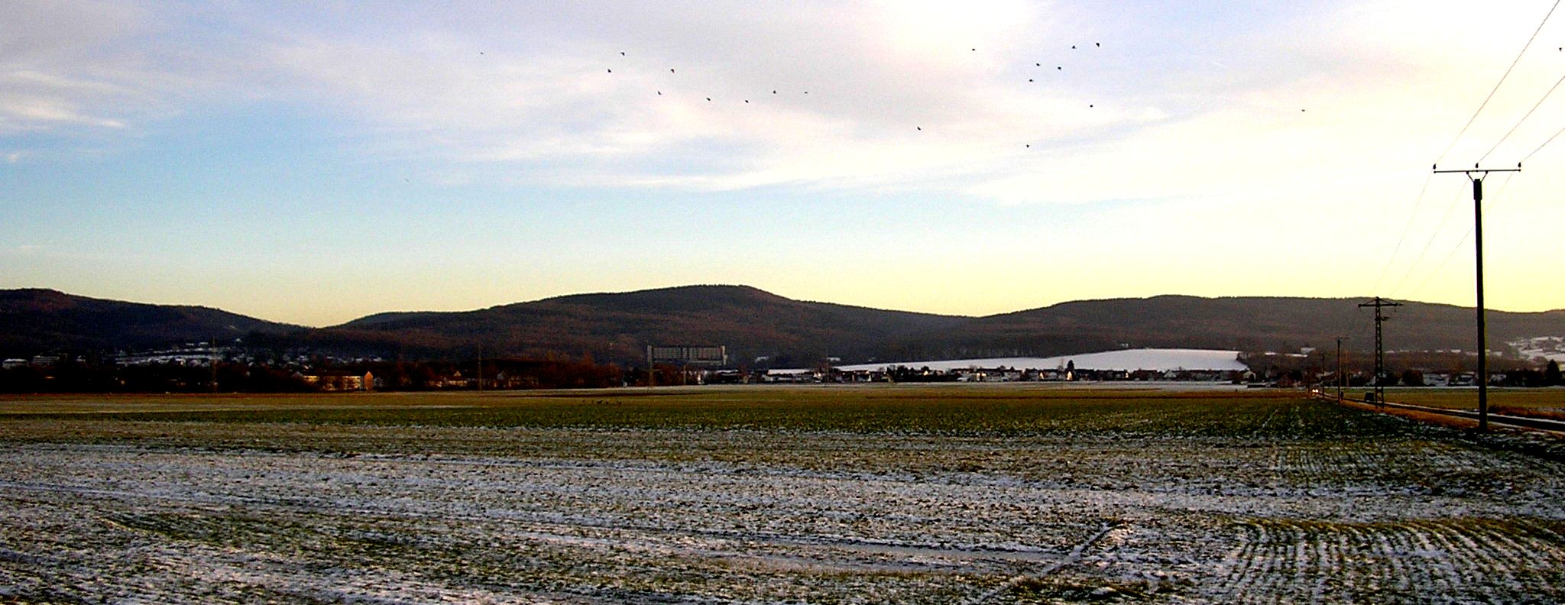
Wiehengebirge mit geschlossener Schneefläche am schattigen Nordhang

In der Region Wiehengebirge herrscht ein gemäßigtes Atlantisches Klima, das durch ganzjährige, relativ gleich übers Jahr verteilte Niederschläge, relativ milde Temperaturen und das Fehlen von regelmäßigen Wetterextremen gekennzeichnet ist. Von Westen nach Osten vergrößert sich die jährliche Temperaturamplitude geringfügig. Bei ebenfalls nach Osten tendenziell zunehmender Höhenlage nimmt die Höhe und Dauer der Schneeauflage zu. Die durchschnittliche Jahresmitteltemperatur liegt im Wiehengebirge etwa 1 °C niedriger als im umgebenden Tiefland.
Im Wiehengebirge fallen deutlich höhere Niederschlagsmengen als im Umland. Bei Windrichtung aus Südwest treten im Norden des Ravensberger Hügellandes, also an der Südabdachung des Wiehengebirges, ausgeprägte Steigungsregen auf, während das Gebirge vom Lübbecker Lößland Regen abhält und in Lübbecke Jahresniederschläge von nur 650 mm auftreten. Das Mindener Land unmittelbar nördlich des Wiehengebirges ist das Gebiet mit den geringsten Frühjahrsniederschlägen in ganz Nordrhein-Westfalen. Hier fallen im Frühling weniger als 150 mm Niederschlag im langjährigen Mittel.
Kalte, schneereiche Winter treten im Wiehengebirge seltener auf als in höheren und küstenferneren deutschen Mittelgebirgen. Gelegentlich kommen im Wiehengebirge Schneehöhen von mehr als 50 cm vor, wie zum Beispiel 1979 oder Anfang 2010.
Das Wiehengebirge als Kammgebirge bildet unterschiedliche Wettersituationen zwischen der Nord- und Südseite aus. Sie zeigen sich im unterschiedlichen Höhenprofil der Temperatur und der daraus resultierenden Bewölkung. Man spricht deshalb von einer Wetterscheide.
Das Wiehengebirge, insbesondere der östliche Teil, hat stellenweise eine hinreichende Höhe, um aus Nebelfeldern, die sich oft in der Beckenlandschaft der Ravensberger Mulde oder im Zuge der Bastau-Niederung bilden, herauszuragen. Daher kommt es oft vor, dass im tieferliegenden Wiehengebirgsvorland dicke Nebelschwaden liegen, während das Gebirge unter strahlendstem Sonnenschein liegt – bei entsprechend höherer Lufttemperatur. Dieser Effekt tritt insbesondere im Frühling und Herbst auf.

## Geologie

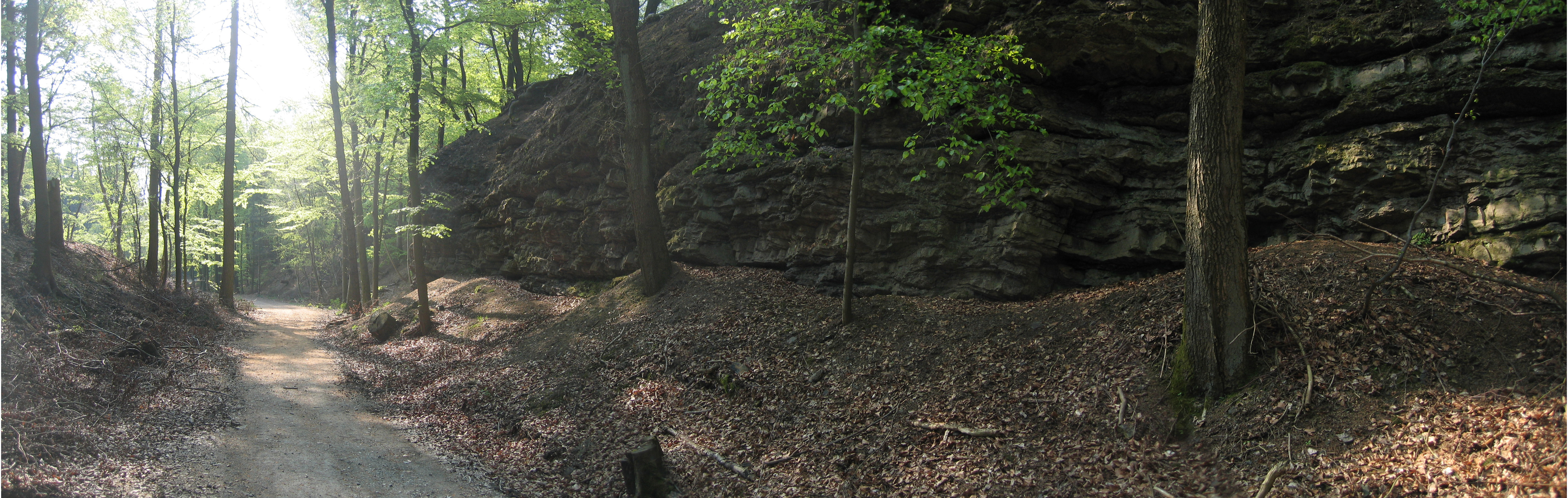
Nur selten treten die Gesteinsschichten wie hier am Nonnenstein offen zu Tage

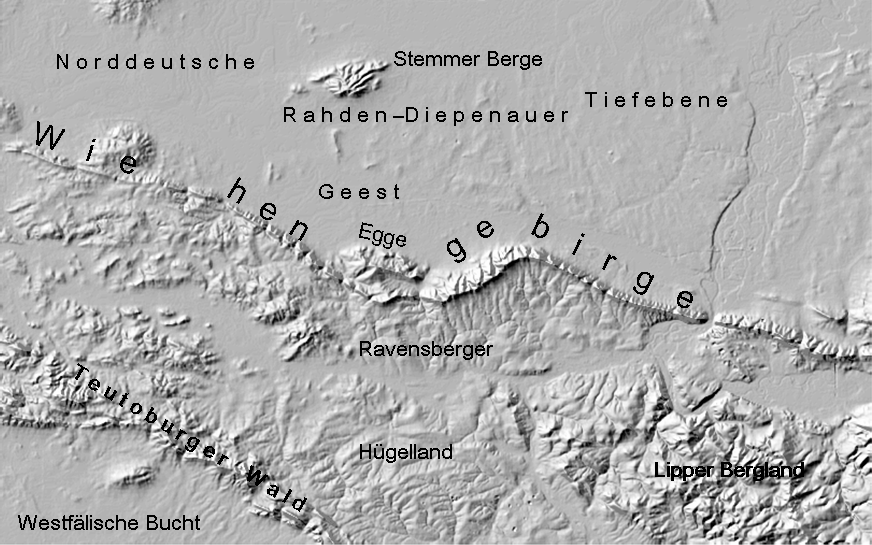
Relief des Wiehengebirges und der angrenzenden Landschaften

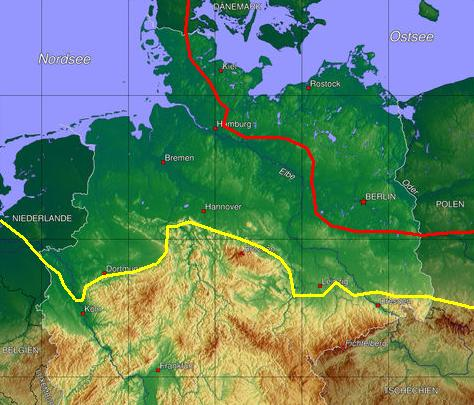
Vereisungsgrenzen der Saaleeiszeit (gelbe Linie) und der Weichseleiszeit (rote Linie)

Die mesozoischen Gesteinsschichten, die das Wiehengebirge und seine nördlichen und südlichen Vorländer bilden, wurden hauptsächlich zur Zeit des Jura teils am Meeresboden, teils in meeresnahen Küstenbereichen abgelagert. Das südliche Vorland besteht im Untergrund vor allem aus Ton- und Tonmergelsteinen des Unteren Juras (Lias). Zum Teil sind sie stark bituminös, wie z. B. die Schwarzkreide von Vehrte.
Das eigentliche Wiehengebirge wird aus Gesteinen des Mittleren (Dogger) und des Oberen Jura (Malm) gebildet, wobei besonders der harte Portasandstein sowie die Heersumer Schichten und der Korallenoolith als Härtebildner von Bedeutung sind. Jurazeitlich sind auch die Dinosaurierfährten von Barkhausen bei Bad Essen und der bei Minden gefundene Wiehenvenator.
In der Oberkreide wurde das nordwestliche Weserbergland im Rahmen der Saxonischen Bruchschollentektonik entlang des nordwest-südöstlich verlaufenden Piesberg-Pyrmonter-Sattels als Hauptlinie gehoben. Am südlichen Rand der Aufwölbung entstand dadurch der Teutoburger Wald, am nördlichen Rand das Wiehengebirge. Tektonisch stellt dieses eine Flexur dar, in der die im südlichen Vorland flach liegenden Schichten herunter gebogen sind, um im Bereich des nördlichen Vorlands wieder in eine Flachlagerung zu kommen. Zahlreiche tektonische Störungen und kleine Aufwölbungen dieser bis ins Neogen andauernden Erdbewegungen modifizieren das Bild, zum Beispiel im Bereich des Limbergsattels. Die Meller Berge südlich des Hauptkamms stellen eine tektonische Hebung quer zum Streichen der Hauptachse dar.
Während der Heraushebung formte die Erosion im Bereich der Flexur gemäß der unterschiedlichen morphologischen Resistenz der Gesteine eine Schichtkammlandschaft, wie sie für das Weser-Leine-Bergland typisch ist. In den Teilen, in denen das Gesteinspaket relativ flach lagert, spaltet sich der Hauptkamm in zwei Kämme auf, so zum Beispiel südlich von Lübbecke (Heidbrink, Wurzelbrink), wo eine Ausraumzone im weicheren Ornatenton des obersten Doggers zwei Schichtkämme trennt, die vom zeitlich älteren Portasandstein und den geologisch jüngeren Heersumer Schichten gebildet werden.
Aufgrund der geringen Höhe bildete das Wiehengebirge während des Eiszeitalters keine eigenen Gletscher. Während der letzten Kaltzeit, der Weichseleiszeit, lag die Gletscherkante des Skandinavischen Eisschildes 200 km nördlich im Raum Hamburg. Im frühen Drenthe-Stadium der vorhergehenden Kaltzeit, der Saaleeiszeit, lag der Südrand des Skandinavischen Eisschildes südlich des Wiehengebirges und füllte die Westfälische Bucht vollständig aus. Möglicherweise floss ein erster Eisvorstoß noch um Wiehengebirge und Teutoburger Wald herum in die Bucht hinein, so dass diese zeitweilig als Nunatakker aus der Eismasse herausragten. Später floss die Eismasse jedoch über beide Gebirge hinweg, wobei die Haupteisströme sich durch die Durchbrüche und Gebirgssättel ergossen und diese überformten. Zu diesen gehörte der Aue-Hunte-Gletscher, der bis in die Region des heutigen Detmold reichte; er wird durch Feuersteine und Findlinge belegt, die ursprünglich aus der Gegend von Småland (Südschweden) und Bornholm stammen. Andere Geschiebe, die aus den deutschen Mittelgebirgen wie zum Beispiel dem Wiehengebirge stammen und vom Eis verfrachtet wurden, werden als einheimische Geschiebe bezeichnet.

### Relief

Geländeneigung im östlichen Wiehengebirge

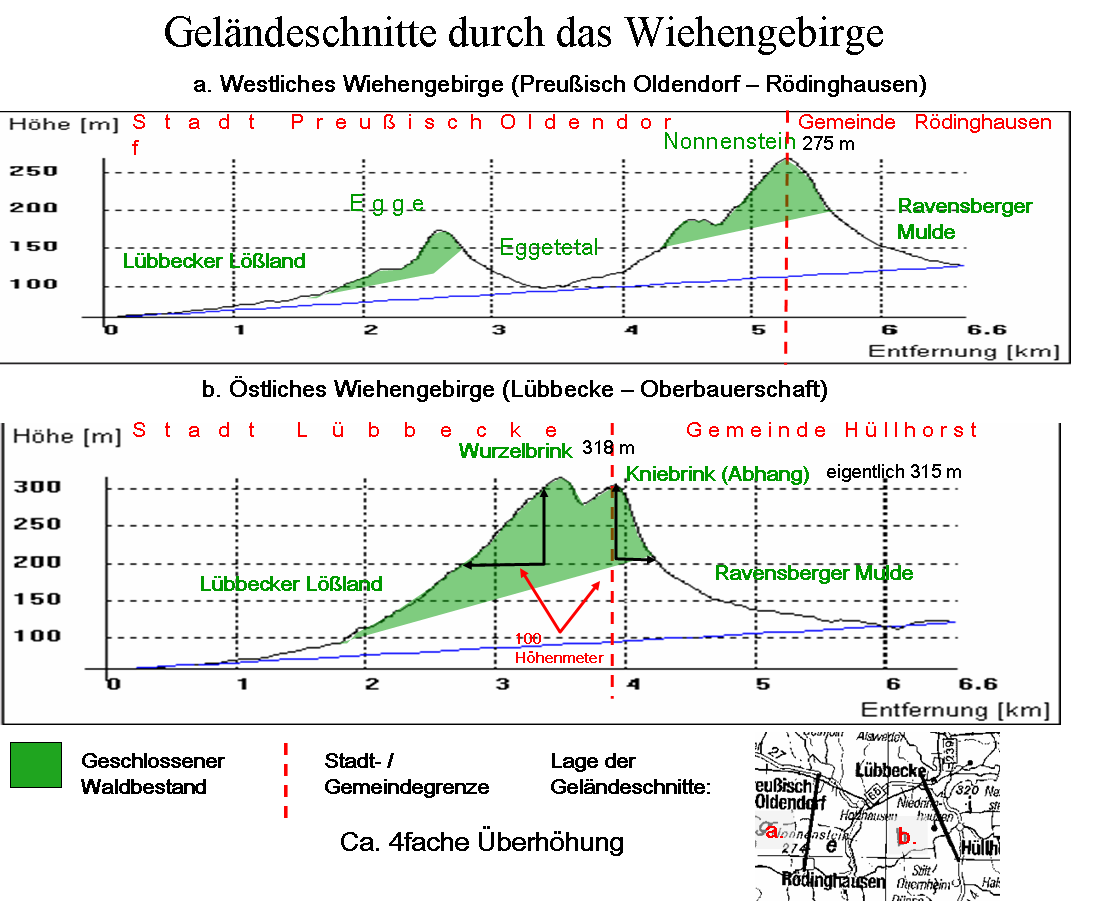
Profil des westlichen und östlichen Teils im Vergleich

Das Wiehengebirge weist im Allgemeinen als typisches Mittelgebirge eher sanfte, abgerundete Geländeformen auf, überwiegend mit Steigungen zwischen 10 und 30 Prozent. Steile bis schroffe Geländeabschnitte gibt es im Bereich der Sieke. Auffällig ist die Asymmetrie der Hänge des Wiehengebirges, insbesondere der des östlichen Gebirgsteiles. Der Nordhang des Gebirgszuges passt sich den flach nach Norden einfallenden jurazeitlichen Schichten an. Dagegen fällt der Südhang zur Ravensberger Mulde viel steiler ab, wo die Schichtenfolge unterschiedlich harter Gesteine durch die Kräfte der Verwitterung und Abtragung durchschnitten wurde; am Hang bilden härtere Schichten markante Stufen.
Die steilsten Geländeabschnitte finden sich vor allem im östlichen Wiehengebirge unweit der Porta Westfalica, wo die Hangneigung stellenweise mehr als 60 Prozent beträgt

#### Erhebungen

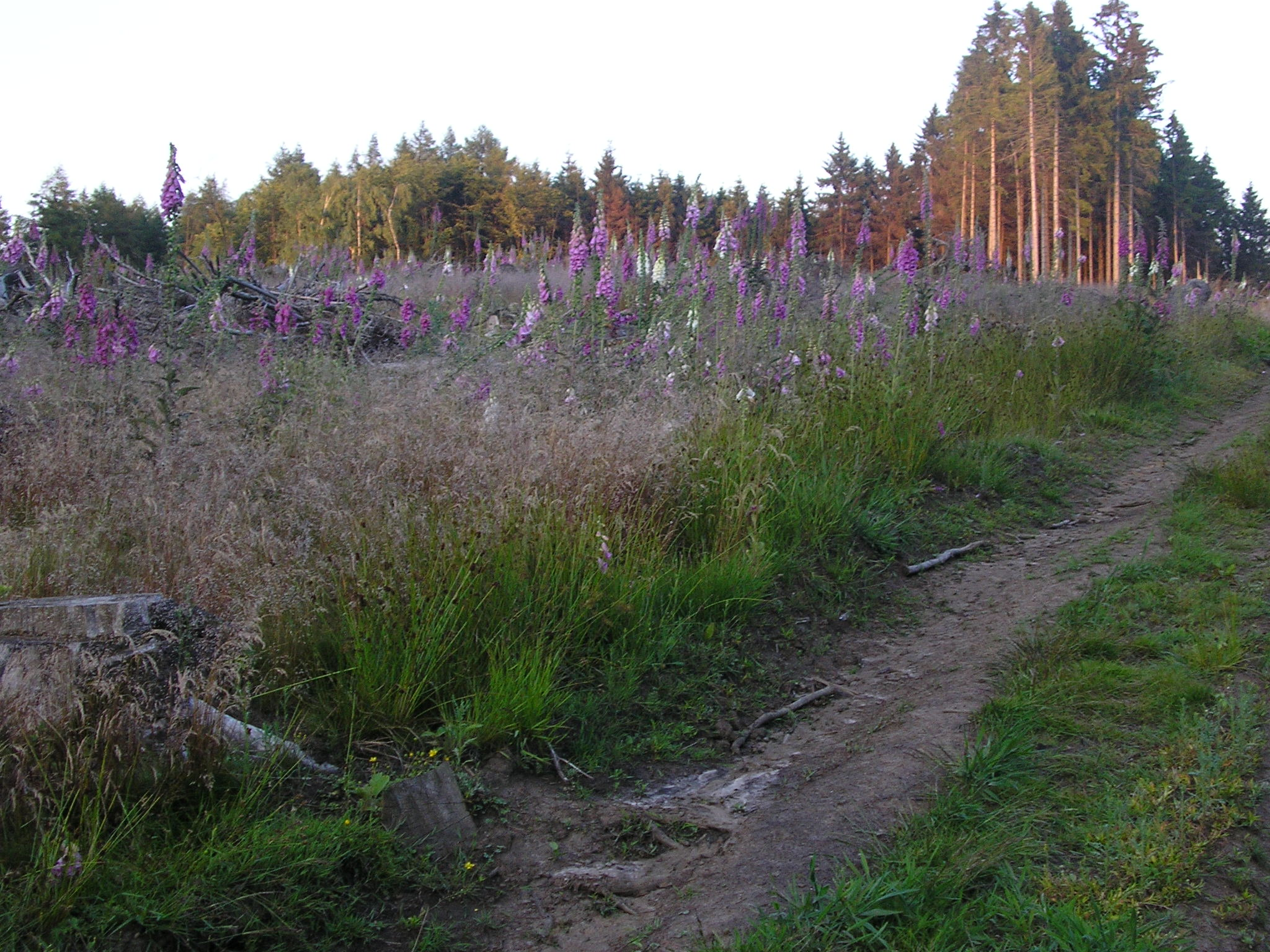
Auf der Gipfelfläche des Kniebrinks

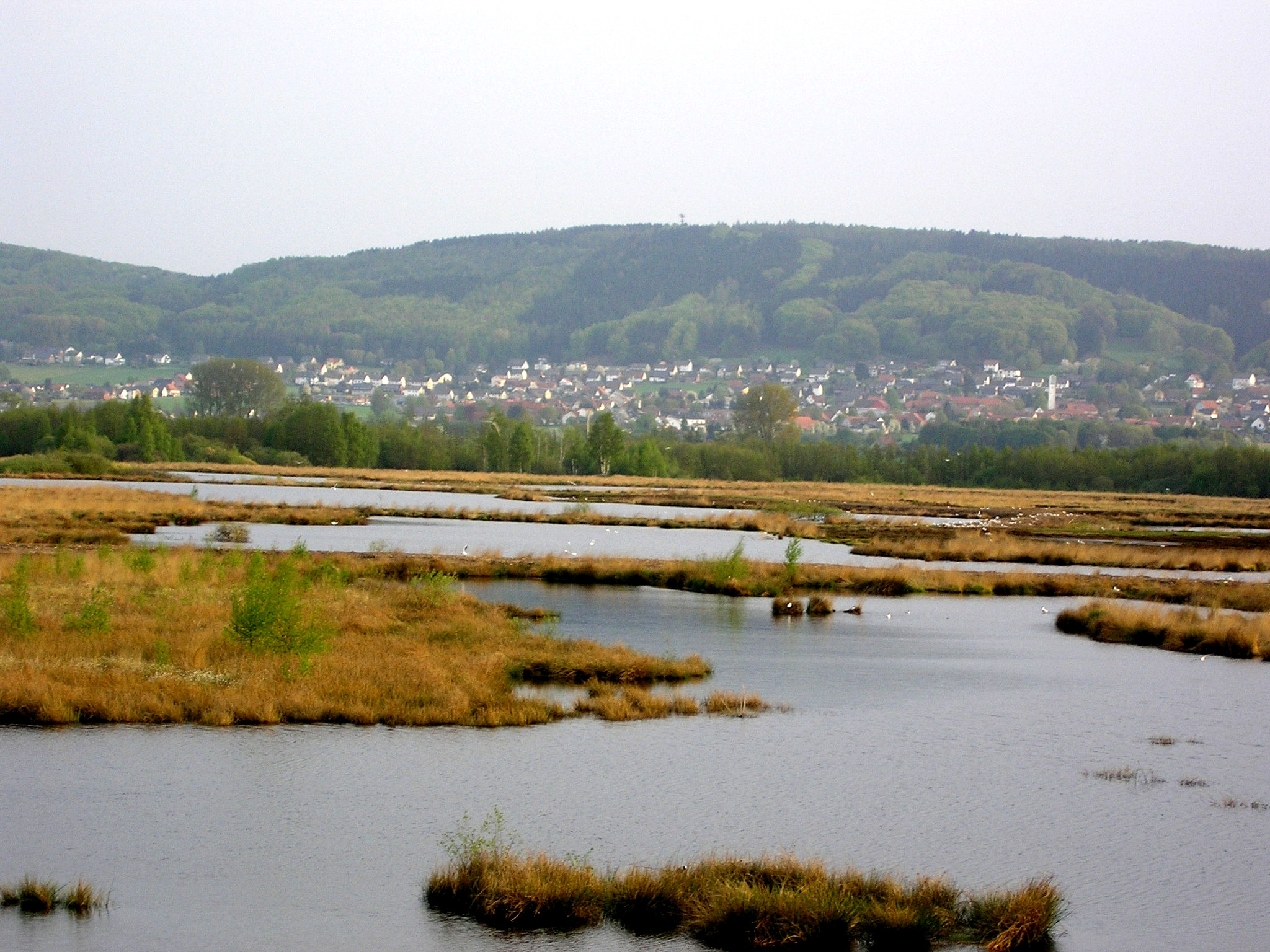
Blick auf den Nettelstedter Berg von Norden, vom Großen Torfmoor

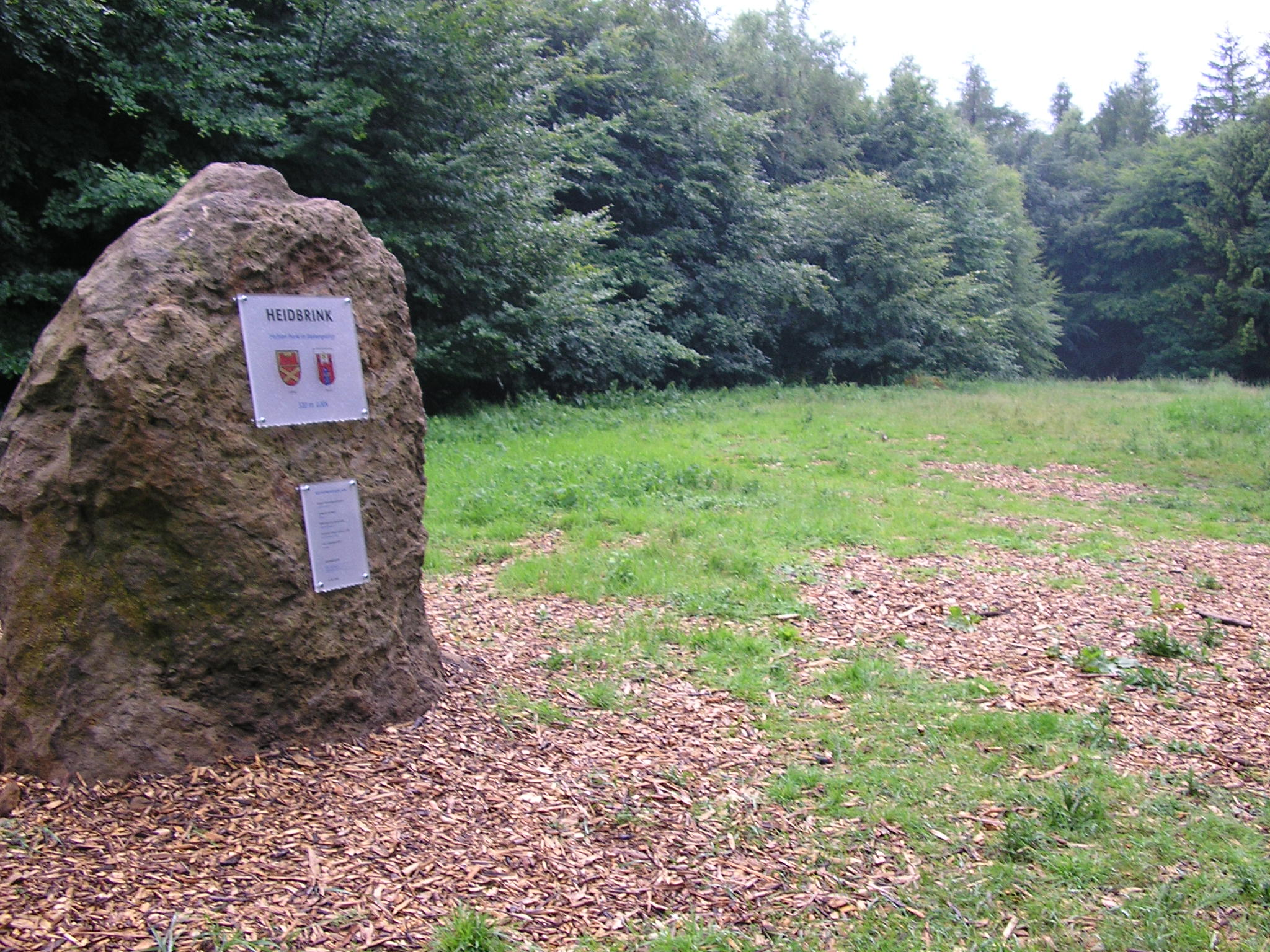
Der Gipfel des höchsten Berges, des Heidbrinks

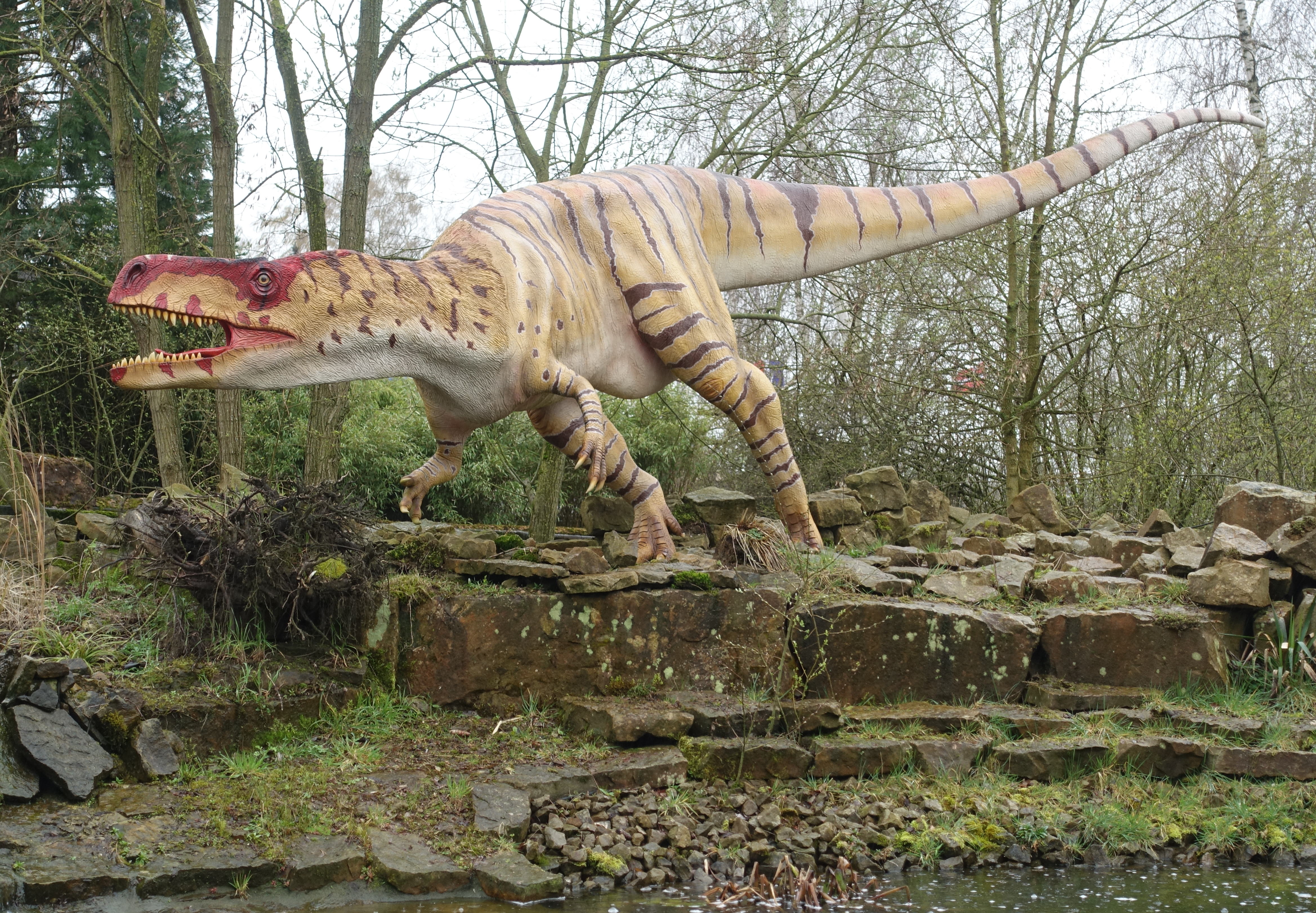
Rekonstruktion des Wiehenvenator-Sauriers aus Minden im Saurierpark Münchehagen

Die Wiehengebirgskette ist durch zahlreiche kleine Einsenkungen und einige Durchbruchstäler gegliedert. Die damit entstehenden Erhebungen übersteigen nur an drei Stellen
die Höhe von 300 m. Deren Gipfel weisen gegenüber den jeweiligen Nachbarn eine Schartenhöhe von meist unter 100 Metern auf. So liegt die Schartenhöhe des Kniebrinks (315 m) gegenüber dem benachbarten Wurzelbrink (318 m) nur bei rund 30 m bei einer Dominanz von lediglich 400 m. Die Dominanz der höchsten Erhebung (Heidbrink, 319,6 m) beträgt rund 25 Kilometer bis zur südlich gelegenen Bonstapel im Lipper Bergland. Nächsthöhere Erhebungen gibt es in südlicher Richtung im Lipper Bergland und Teutoburger Wald, nach Westen hin erst in Großbritannien und nach Norden in Süd-Norwegen.
| Bezeichnung                           | Höhe  | Gemeinde            | Anmerkung/Lage |
| ------------------------------------- | ----- | ------------------- | --- |
| Larberger Egge                        | 84,0  | Bramsche            | nördlich Mittellandkanal und westlich Stichkanal Osnabrück, Haseübergang und Bahnstrecke Oldenburg–Osnabrück; mit Grasmoor; wird manchmal als westlichster Ausläufer des Wiehengebirges aufgefasst – zählt gem. Handbuch der naturräumlichen Gliederung Deutschlands aber zum Osnabrücker Hügelland; bei Bramsche-Achmer |
| Schager Egge                          | —,0   | Bramsche            | Sporn der Schleptruper Egge (kein echter Gipfel); findet sich in der Literatur kaum als eigenständiger Berg. Ggf. Nebengipfel der Peter Egge. |
| Penter Egge                           | —,0   | Bramsche            | Sporn der Schleptruper Egge (kein echter Gipfel); mit Übergang der B 68; gilt gem. Handbuch der naturräumlichen Gliederung Deutschlands als westlichster Ausläufer Wiehengebirges; südöstlich Bramsche-Pente |
| → Schierberg                          | 72,0  | Bramsche            | südlich dem Hauptkamm vorgelagert; mit Übergang der B 68; wird manchmal dem Wiehengebirge zugerechnet- zählt gem. Handbuch der naturräumlichen Gliederung Deutschlands aber zum Osnabrücker Hügelland; südöstlich Bramsche-Schleptrup                                                                                    |
| Schleptruper Egge                     | 147,0 | Bramsche            | mit Sender Schleptruper Egge; westlich Übergang BAB 1; südöstlich Bramsche-Schleptrup |
| → Schmittenhöhe                       | 154,0 | Bramsche            | Teil des nördlich dem Hauptkamm vorgelagerten Kalkrieser Berges; mit Fundregion Kalkriese, Museum und Park Kalkriese, Wasserburg Alt Barenaue, Schloss Neu Barenaue; auf der Weser-Ems-Wasserscheide (westlich: Weser; östlich: Ems); nördlichster Berg des Wiehengebirges; nördlich Bramsche-Engter                     |
| → Venner Berg                         | 158,0 | Bramsche            | höchste Erhebung des nördlich dem Hauptkamm vorgelagerten Kalkrieser Berges; auf der Weser-Ems-Wasserscheide (westlich: Weser; östlich: Ems); mit „Aussichtsturm Venner Turm“ und Gut Vorwalde; zweithöchste Dominanz im Wiehengebirge; westlich Ostercappeln-Venne                                                      |
| → Dornsberg                           | 153,0 | Bramsche            | Teil des nördlich dem Hauptkamm vorgelagerten Kalkrieser Berges; auf der Weser-Ems-Wasserscheide (westlich: Weser; östlich: Ems); östlich Bramsche-Engter |
| Steinberg                             | 140,0 | Bramsche            | mit Wittekindsburg; auf der Weser-Ems-Wasserscheide (nördlich: Weser; südlich: Ems); östlich Übergang BAB 1; bei Bramsche-Evinghausen-Uptrup |
| Icker Egge                            | 145,0 | Belm                | auf der Weser-Ems-Wasserscheide (nördlich: Weser; südlich: Ems); nördlich Belm-Icker |
| Lärchenberg                           | —,0   | Ostercappeln        | Sporn der Icker Egge (kein echter Gipfel); südwestlich Ostercappeln-Venne |
| Venner Egge                           | 161,0 | Ostercappeln        | mit dem Süntelstein, Schwarzkreidegrube, Großsteingräber bei Vehrte, Schnippenburg, Herrenhaus Krebsburg; westlich Übergang Bahnstrecke Wanne-Eickel–Hamburg; auf der Weser-Ems-Wasserscheide (nördlich: Weser; südlich: Ems); nördlich Ostercappeln-Vehrte                                                              |
| –                                     | 149,0 | Ostercappeln        | langgestreckte Egge ohne Namen; mit Marienkapelle und St. Lambertus; westlich Übergang B 51; östlich Übergang Bahnstrecke Wanne-Eickel–Hamburg; Bebauung reicht bis auf den Hauptkamm; nördlicher Ortsrand Ostercappeln                                                                                                  |
| Schmalerberg                          | 97,0  | Bohmte              | östlich Übergang B 51; südlich Bohmte-Oelingen |
| Stirper Berg                          | 156,0 | Bohmte              | südlich Bohmte-Stirpte |
| Westerberg                            | 157,0 | Bad Essen           | südwestlich von Bad Essen-Wehrendorf |
| Osterberg                             | 173,0 | Bad Essen           | südwestlich von Bad Essen |
| Sonnenbrink                           | 175,0 | Bad Essen           | mit „Sonnenbrinkturm“ (Fernmeldeturm mit Aussichtsplattform); Bebauung reicht bis auf den Kamm; südwestlich von Bad Essen |
| Born                                  | 190,0 | Bad Essen           | südlich Bad Essen |
| Westerberg                            | 194,0 | Bad Essen           | mit Radarbrücke der Nike-FlaRak-Stellung; neben dem Heidbrink einziger Berg im Wiehengebirge (Einteilung gem. Handbuch der naturräumlichen Gliederung Deutschlands) mit Bezugspunkt außerhalb des Wiehengebirges hinsichtlich seiner Dominanz; südlich Bad Essen                                                         |
| Friedeberg                            | 193,0 | Bad Essen           | südöstlich Bad Essen |
| Osterberg                             | 186,0 | Bad Essen           | südöstlich Bad Essen |
| Linner Berg                           | 189,0 | Bad Essen           | östlich Huntedurchbruch; mit „Dinosaurierfährten von Barkhausen“; südsüdwestlich Bad Essen Linne |
| Kleiner Kellenberg                    | 163,0 | Bad Essen           | westlich Huntedurchbruch; südsüdöstlich Bad Essen-Barkhausens |
| Großer Kellenberg                     | 208,0 | Melle               | mit Grabhügelfeld und nahem Grünen See; nordöstlich von Buer |
| → Steinbrink                          | 143,0 | Bad Essen           | Teil der vorgelagerten Egge; südlich Bad Essen Lintorf |
| → Schwarzer Brink                     | 213,0 | Bad Essen           | Teil der nördlich vorgelagerten Egge; mit Reste von drei Kohlezechen; südlich Bad Essen-Dahlinghausen |
| → Linkenberg                          | 127,0 | Preußisch Oldendorf | Teil der nördlich vorgelagerten Egge; mit paläontologischen Denkmal, jüdischem Friedhof, Lufttanklager; südlich Preußisch Oldendorf |
| → Egge                                | 198,0 | Preußisch Oldendorf | Teil der nördlich vorgelagerten (gleichnamigen) Egge; mit Wiehenturm; südwestlich der Altstadt von Preußisch Oldendorf |
| → Offelter Berg                       | 177,0 | Preußisch Oldendorf | Teil der nördlich vorgelagerten Egge; mit Schwedenschanze; südlich Preußisch Oldendorf-Offelten |
| → Limberg                             | 190,0 | Preußisch Oldendorf | Teil der nördlich vorgelagerten Egge; mit restaurierter Anlage der Burg Limberg; mit Schloss Crollage; nordöstlich Preußisch Oldendorf-Börninghausen |
| Nonnenstein                           | 273,0 | Rödinghausen        | mit „Aussichtsturm auf dem Nonnenstein“ und „Bismarck-Feuersäule“; zweithöchste Schartenhöhe im Wiehengebirge; nordwestlich Rödinghausen |
| Maschberg                             | 191,0 | Preußisch Oldendorf | westlich Auedurchbruch und Übergang Bahnstrecke Bünde–Bassum; nördlich Schwenningdorf |
| Donoer Berg                           | 244,0 | Rödinghausen        | östlich Auedurchbruch und Übergang Bahnstrecke Bünde–Bassum; mit aufgelassenem Steinbruch; nördlich von Bieren-Dono |
| Glösinghauser Berg                    | 290,0 | Preußisch Oldendorf | östlich von Preußisch Oldendorf-Glösinghausen |
| Altes Verbrenn                        | 292,0 | Preußisch Oldendorf | östlich von Preußisch Oldendorf-Glösinghausen |
| Babilonie                             | 258,0 | Lübbecke            | mit Kulturdenkmal Wallburg; südlich Lübbecke-Obermehnen |
| Blasheimer Berg                       | 288,0 | Lübbecke            | mit Schierecks Tempel; südlich Lübbecke-Obermehnen |
| Kahlenwart                            | 264,0 | Hüllhorst           | nördlich Hüllhorst-Oberbauerschaft; mit Freilichtbühne Kahle Wart; östlich Pass Kahle Wart. |
| Breitenbrink                          | 300,0 | Hüllhorst           | nördlich Hüllhorst-Oberbauerschaft |
| Wurzelbrink                           | 319,0 | Lübbecke            | mit Aussichtsturm „Wartturm“ (höchster öffentlich zugänglicher Punkt im Wiehengebirge); mit Gut Obernfelde westlich Pass Horst Höhe der B 239; südlich Lübbecke |
| Kniebrink                             | 309,0 | Lübbecke            | südlich Lübbecke |
| Horsthöhe                             | 272,0 | Hüllhorst           | westlich Pass Horst Höhe der B 239; nördlich Hüllhorst-Niedringhausen |
| Meesenkopf                            | 226,0 | Lübbecke            | mit Resten der Meesenburg; östlich Übergang Pass Horst Höhe der B 239; südlich Lübbecke |
| Reineberg                             | 275,0 | Lübbecke            | mit Resten der Burg Reineberg; südlicher „Hausberg“ Lübbeckes |
| Heidkopf                              | 273,0 | Lübbecke            | nördlich Hüllhorst/Ahlsen-Reineberg |
| Heidbrink                             | 320,0 | Hüllhorst           | mit Fernmeldeturm; mit vier als Bodendenkmal geschützte Wehranlagen am Nordhang; östlich Übergang „Horst Höhe“ der B 239; nördlich Hüllhorst-Ahlsen-Reineberg |
| Straußberg                            | —,0   | Lübbecke            | Sporn des Heidbrinks (kein echter Gipfel); südlich Lübbecke |
| Gehlenbecker Berg                     | 262,0 | Lübbecke            | südlich Lübbecke-Gehlenbeck |
| Eilhauser Berg                        | —,0   | Lübbecke            | Sporn des Nettelstedter Berges (kein echter Gipfel); südöstlich Lübbecke-Eilhausen |
| Nettelstedter Berg                    | 289,0 | Lübbecke            | mit Freilichtbühne Nettelstedt; auf östlichem namenlosen „Nebengipfel“ (278 m): ehemals durch die Britischen Streitkräfte genutzter Richtfunkturm und aufgelassener Steinbruch mit Nettelstedter Bergsee; südwestlich Lübbecke-Nettelstedt                                                                               |
| Schnathorster Berg (Eickhorster Berg) | 252,0 | Hüllhorst           | nördlich Schnathorst |
| Bröderhauser Berg                     | 238,0 | Hille               | bei Hille-Oberlübbe; in der Nähe Oberlübber Bergsee |
| Elfter Kopf                           | 231,0 | Bad Oeynhausen      | westlich Pass Wallücke (Übergang der L 876 und ehemals Wallücker Willem) |
| Bergkirchener Kopf                    | 252,0 | Bad Oeynhausen      | mit aufgelassener Eisenerzgrube; mit Kirche Bergkirchen und sagenhafter Wittekindsquelle; Bebauung östlich und westlich des Gipfels reicht bis an den Kamm heran; östlich Wallücke (Übergang der L 876 und ehemals Wallücker Willem); nordwestlich Bergkirchen                                                           |
| Rothenuffler Berg                     | —,0   | Hille               | (wahrscheinlich) bloße Nordwestabdachung des Haddenhauser Berges |
| Haddenhauser Berg                     | 262,0 | Bad Oeynhausen      | nördlich Wittekindshof in Volmerdingsen |
| Lutternsche Egge                      | 262,0 | Minden              | mit aufgelassenen Steinbruch und Fundort Wiehenvenator; östlich Pass Lutternsche Egge; südlich Luttern |
| Eidinghauser Berg                     | 258,0 | Bad Oeynhausen      | mit Krause Buche; nördlich Bad Oeynhausen-Eidinghausen |
| Dützer Berg                           | 258,0 | Bad Oeynhausen      | mit Resten Eisenerzgrube Porta und Ausflugslokal Wilder Schmied; südwestlich Häverstädt |
| Häverstädter Berg                     | 268,0 | Minden              | mit Wittekindsquelle, Margarethenklus, Wittekindsburg, Dehmer Burg und Kreuzkirche, Habichtswand; südlich Häverstädt |
| Wittekindsberg                        | 278,0 | Porta Westfalica    | mit Kaiser-Wilhelm-Denkmal, Moltketurm, Sender Wittekindsberg, Wolfsschuchthöhle, Goethe-Freilichtbühne und Gut Wedigenstein; westlich der Porta Westfalica |

Höchster Berg in Fettdruck

### Böden
Der Boden an den steilen Hängen ist als Skelettboden anzusprechen. Nur die exponierten Kammlagen des Wiehengebirges sind zum Teil mit typischen Mittelgebirgsböden bedeckt – es handelt sich um Podsol-Braunerde und Podsol. An den tiefer liegenden Hängen, teilweise auch bis zum Hauptkamm, liegt Parabraunerde, zum Teil Pseudogley-Parabraunerde aus pleistozänem Löss und Sandlöss vor, und bildet hier hinsichtlich der Böden den meist allmählichen Übergang von reinen Mittelgebirgsböden zu den Börden des Lübbecker Lößlandes im Norden beziehungsweise zum lössbedeckten Ravensberger Hügelland im Süden.

## Hydrologie

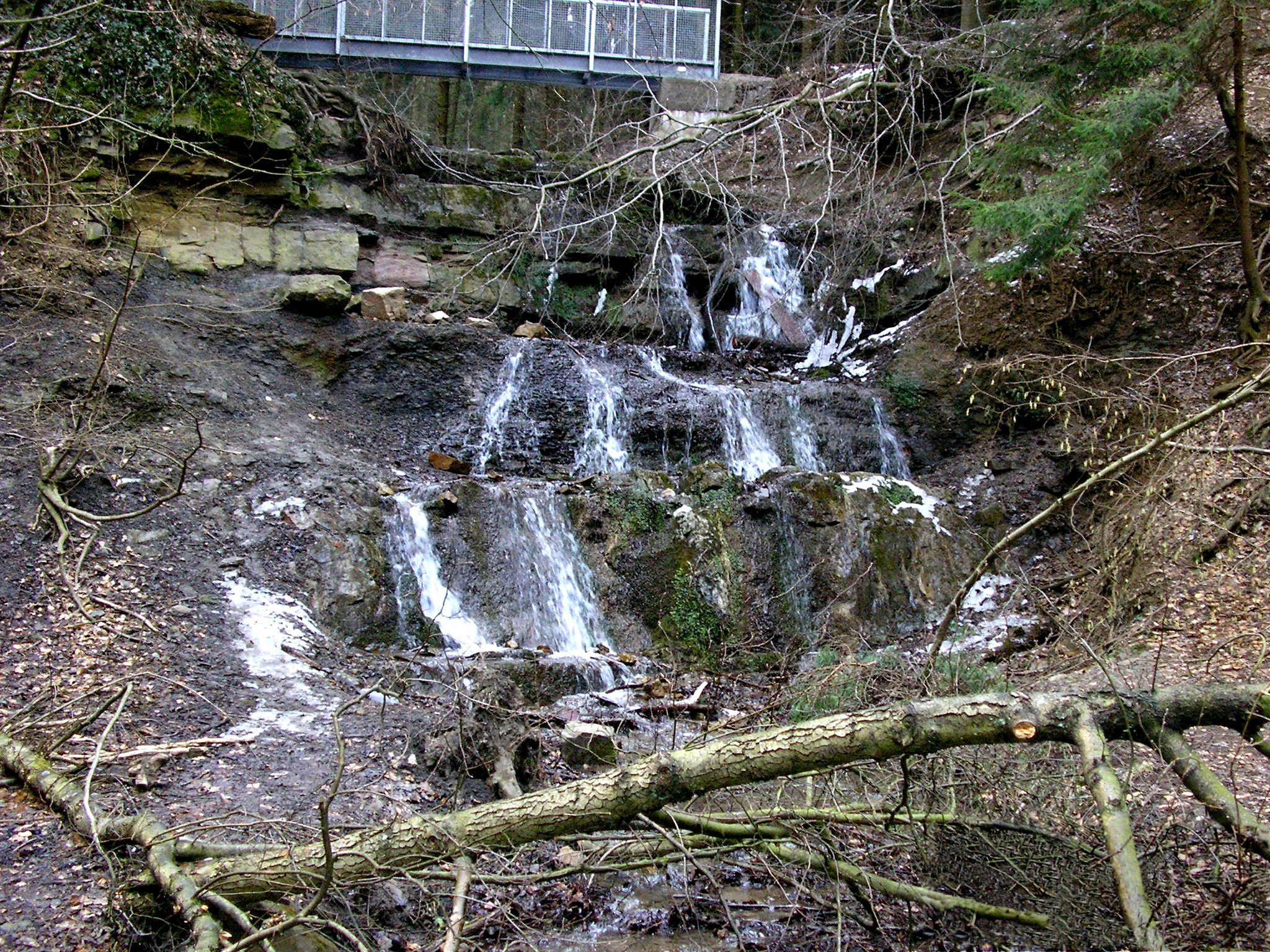
Größter Wasserfall des Wiehengebirges am Grünen See

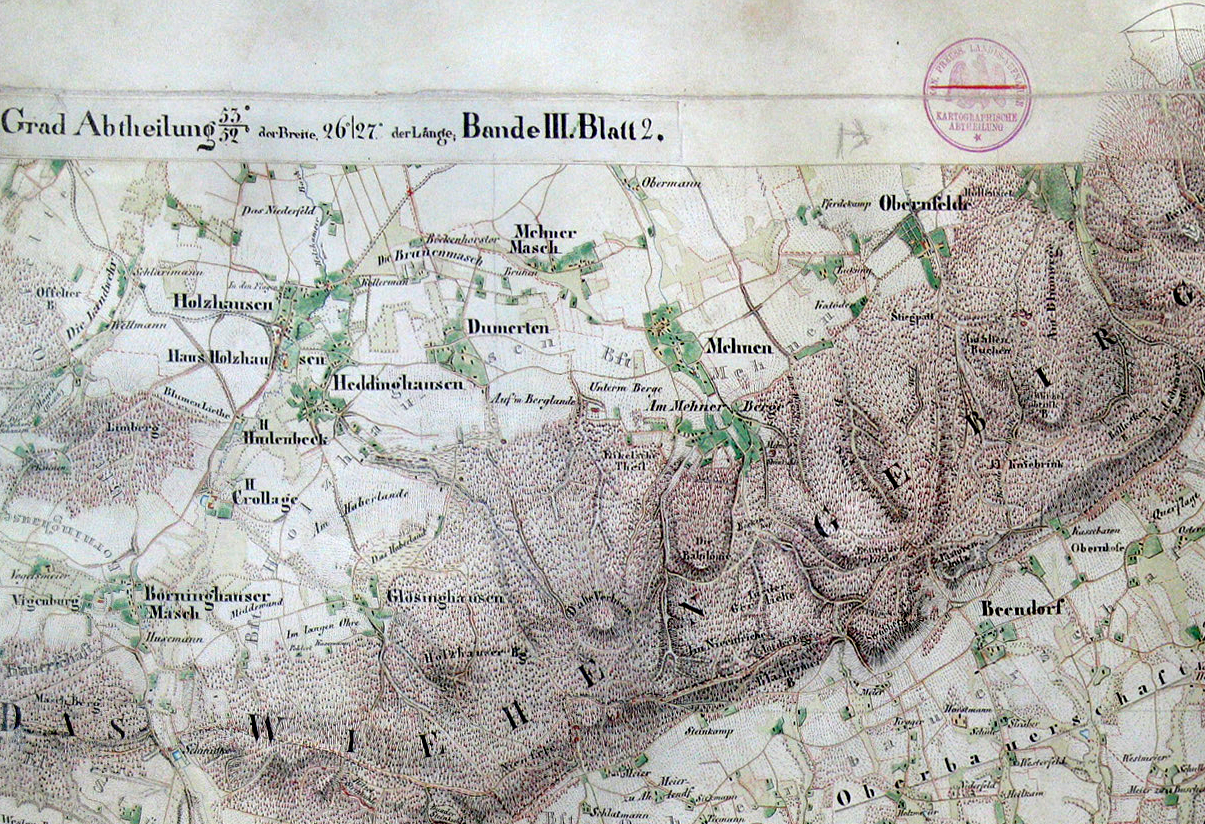
Zertalung der flachen Nordseite des Wiehengebirges (Preußische Uraufnahme)

Die Fließgewässer des Wiehengebirges gehören zum Einzugsgebiet von Weser und Ems. Die Weser tangiert das Gebirge im Osten und das in sie einmündende Flusssystem von Werre und Else bildet den Vorfluter im Süden. Die Hase umfließt das Gebirge im Westen und nimmt einen Teil der nach Nordwesten fließenden Bäche auf und mündet in die Ems, während Hunte und Große Aue, die das Wiehengebirge nach Norden durchbrechen, das Wasser des Nordbereichs zur Weser führen.
In aufgelassenen Steinbrüchen entstanden im Bereich des Hauptkammes des Wiehengebirges einige Stillgewässer, der größte von ihnen ist der Oberlübber Bergsee südlich von Oberlübbe, unweit des Lübberberges. Am Grünen See hat sich zudem ein kleiner Wasserfall gebildet.
Der Mittellandkanal quert das Wiehengebirge im niedrigsten westlichen Teil und verläuft nördlich zwischen den Städten Bramsche und Minden in West-Ost-Richtung. Er verbindet als Wasserstraße die Ems mit der Weser und der Elbe. Der Stichkanal Osnabrück zweigt bei Bramsche in südlicher Richtung vom Mittellandkanal ab und verbindet diesen mit dem Osnabrücker Hafen.
Große Bereiche des Wiehengebirges stellen eine lokale Wasserscheide im Zuge des Gebirgskammes dar. Im östlichen Wiehengebirge trennt sie die Einzugsbereiche der Großen Aue und der Hunte nach Norden von dem der Werre nach Süden. Da auf den flacheren, großflächigeren Nordhang insgesamt mehr Niederschlag fällt als auf den steileren Südhang, wurde dieser stärker erosiv zertalt; die rückschreitende Erosion konnte an einigen Stellen der Kamm angreifen und an zwei Stellen über diesen nach Süden hinausgreifend die Durchbruchstäler der Große Aue bei Neue Mühle und etwas weiter westlich der Hunte schaffen.
Die Weser-Ems-Wasserscheide durchquert das westliche Wiehengebirge von Südosten nach Nordwesten, in etwa auf der Linie Ostercappeln-Venner Berg. Westlich dieser Wasserscheide entwässert das Gebirge über zahlreiche Bäche in die Hase, östlich davon in das Wesersystem.
Eine Besonderheit stellt bei Melle-Gesmold die Bifurkation des gemeinsamen Oberlaufs von Hase und Else dar, wo das Wasser auf die Flusssysteme von Ems und Weser aufgeteilt wird. Die Bifurkation war ursprünglich vermutlich nur periodisch und wurde im 15. oder 16. Jahrhundert von einem Müller oder von den Besitzern des Schlosses Gesmold zur Nutzung des Wassers zu einer ständigen Bifurkation ausgebaut. In der Folge wurde bei Kriegen und Streitereien der eine oder andere Arm wiederholt zugeschüttet.

## Belebte Natur

### Flora

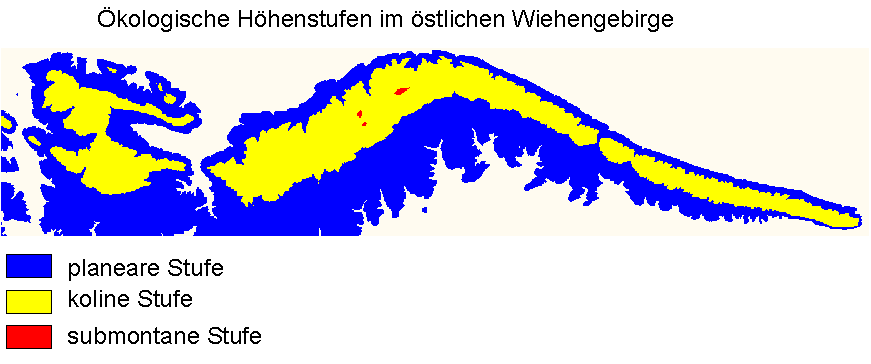
Die drei ökologischen Höhenstufen im östlichen Wiehengebirge.

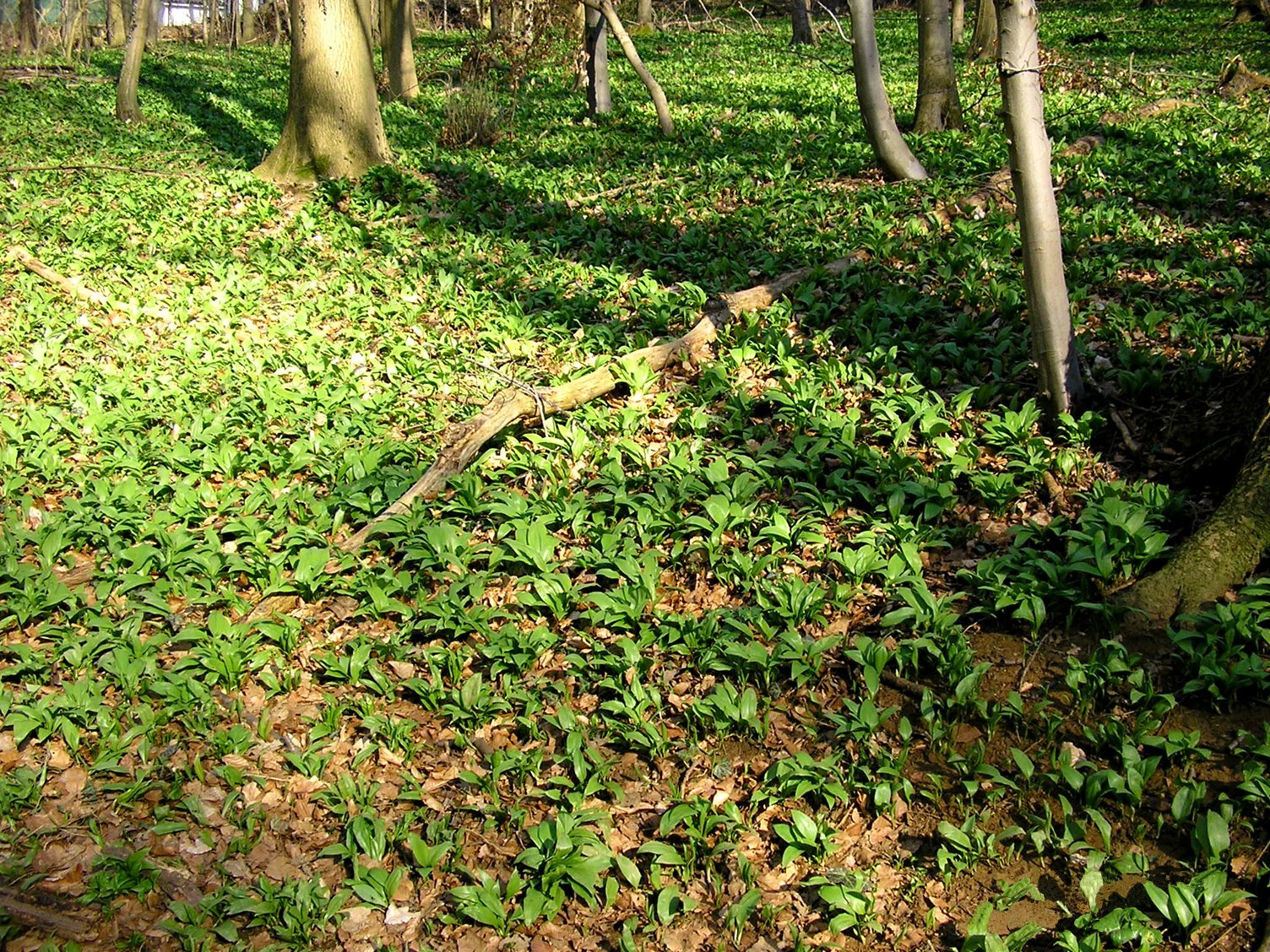
Bärlauch bedeckt in Teilen des Gebirges im Frühjahr den kompletten Waldboden

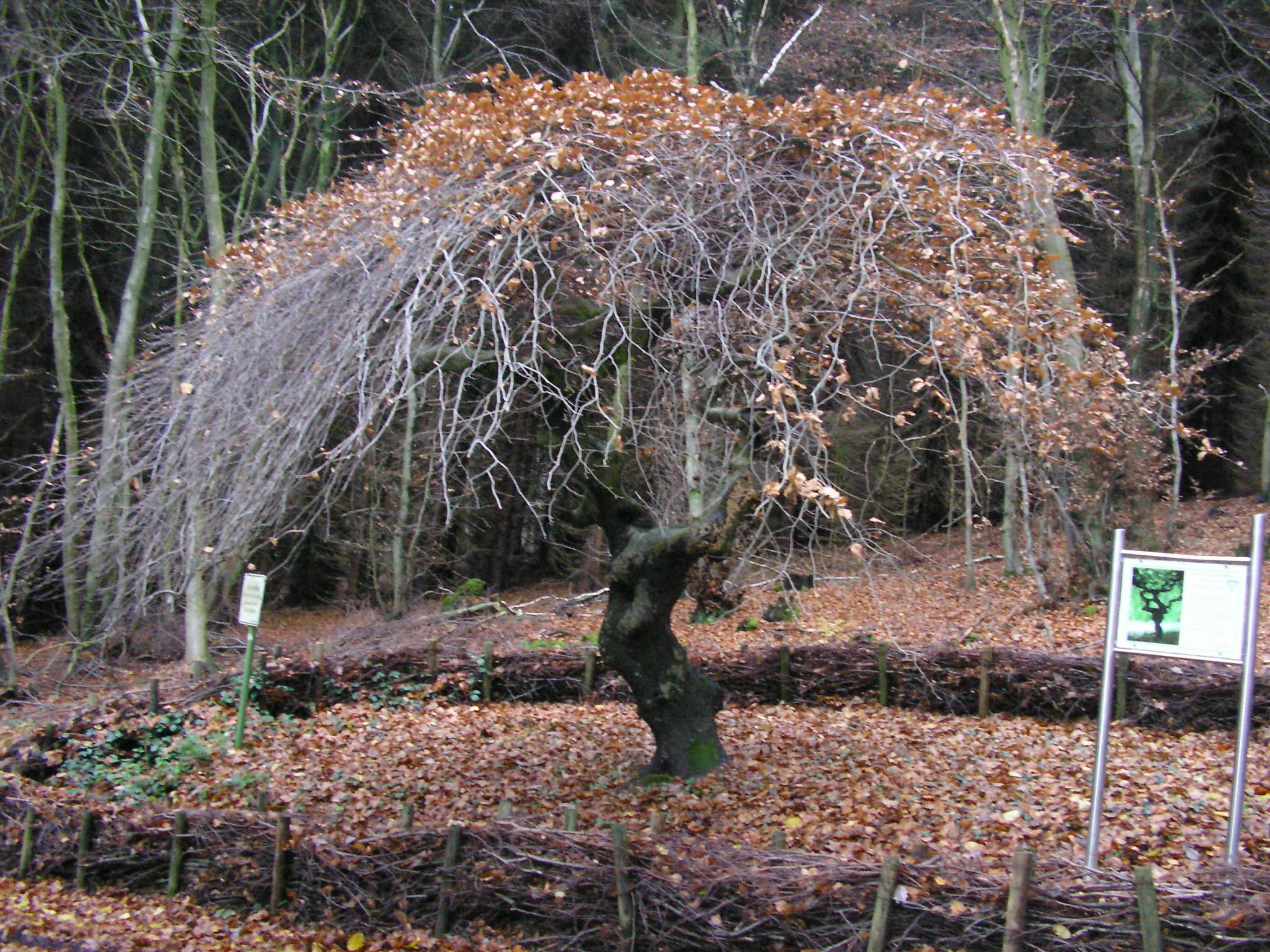
Die „Krause Buche“, eine Süntelbuche und Naturdenkmal im Wiehengebirge

Die Vegetationszonierung des Wiehengebirges umfasst zwei ausgeprägte ökologische Höhenstufen: die planeare Höhenstufe und die kolline Höhenstufe mit einer zwischen ihnen definierten Grenze von 150 m Höhe. Die Höhenwerte von mindestens 300 m für die darüber folgende submontane Höhenstufe werden nur an drei isolierten Stellen von insgesamt 15 Hektar Fläche erreicht.
Die potenzielle natürliche Vegetation, die sich ohne weitere menschliche Eingriffe einstellen würde, ist im Wiehengebirge der Hainsimsen-Buchenwald, an einzelnen warm-trockenen Kalkhängen auch ein Orchideen-Buchenwald. Wegen der höheren Ertragskraft wurden an vielen Standorten in Fichtenforsten angelegt. Mit einem Anteil von 30 Prozent liegt der Anteil des Nadelwaldes deutlich unter dem Bundesdurchschnitt und Landesdurchschnitt, denn in Deutschland und in Nordrhein-Westfalen insgesamt dominiert der Nadelwald.
Das Wiehengebirge gehört zum natürlichen Verbreitungsgebiet der heute sehr seltenen Süntelbuche.
Ein bekanntes Exemplar dieser Baumart steht am Eidinghauser Berg und trägt wegen seines auffallenden Wuchses den Namen Krause Buche. In der Nähe soll noch eine zweite, kleinere wachsen.
Daneben ist im Wiehengebirge die wertvolle Douglasie heimisch geworden. Bestände dieses bis zu über 60 Meter hohen Baumes stehen zum Beispiel im Bergwald südlich Bad Holzhausens. Eine gewisse wirtschaftliche Bedeutung hat neben der Vermarktung des Holzes selbst auch die Ernte der Samen der Douglasie. Im Bereich der Stadt Lübbecke im Naturschutzgebiet Sonnenwinkel gibt es beeindruckende Bestände an Bärlauchbewuchs auf dem Waldboden.

### Fauna
Zur Fauna des Wiehengebirges gehören Bestände von Damhirschen, Wildschweinen und Rehen. Weitere seltenere Tierarten sind unter anderem Siebenschläfer, Hermelin und Waldschnepfe. Auch Uhus sind hier heimisch, bevorzugt in aufgelassenen Steinbrüchen.
Das Wiehengebirge stellt einen überregionalen Wanderkorridor für geschützte Tierarten wie Eurasischer Luchs, Europäische Wildkatze und Wolf dar, da es durch seinen Verlauf in Nordwest-Südost-Richtung eine wichtige Funktion im Biotop-Verbundsystem übernimmt.

### Funga
Im Wiehengebirge sind zahlreiche Pilzarten heimisch. So sind Täublinge, Milchlinge, der Pfifferling, der Grüne Knollenblätterpilz, Schwefelköpfe und Hallimasch sowie diverse Röhrlinge und der Eichhase anzutreffen.

### Naturschutz
Vom Bundesamt für Naturschutz wird das Wiehengebirge als „gesamtstaatlich repräsentativ“ eingestuft wegen seiner artenreichen Buchenwälder, Steinbrüche, Klippen und Felsbänder, die als Brut- und Rückzugsgebiete von bedrohten Tierarten wie zum Beispiel dem Uhu oder diversen Fledermausarten genutzt werden. Der Durchbruch der Großen Aue ist wegen seiner Auwaldrelikte und artenreicher Feldgehölze landesplanerisch gesichert. Als FFH-Gebiete sind die Quellbäche der Hunte und der „Fledermauslebensraum Wiehengebirge bei Osnabrück“ ausgewiesen.
Einige Teile des vollständig zum Natur- und Geopark TERRA.vita gehörenden Wiehengebirges stehen unter Naturschutz.
| Bezeichnung               | Berg/Gebirgsteil/Gemeinde | Fläche   | Landkreis       | Koordinaten                     |
| ------------------------- | ------------------------- | -------- | --------------- | ------------------------------- |
| Sonnenwinkel              | Lübbecker Berg            | 4,7 ha   | Minden-Lübbecke | 52° 17′ 48,7″ N, 8° 36′ 23,6″ O |
| Wittekindsberg            | Porta Westfalica          | 114,0 ha | Minden-Lübbecke | 52° 14′ 38,5″ N, 8° 53′ 38,3″ O |
| Limberg und Offelter Berg | Egge/Bad Holzhausen       | 186,1 ha | Minden-Lübbecke | 52° 16′ 56,3″ N, 8° 30′ 27″ O   |
| Obere Hunte               | Bad Essen                 | 110,0 ha | Osnabrück       | 52° 15′ 43″ N, 8° 23′ 52″ O     |
| Gehle                     | Rödinghausen              | 35,8 ha  | Herford         | 52° 15′ 39,7″ N, 8° 28′ 3,3″ O  |

## Besiedlungsgeschichte

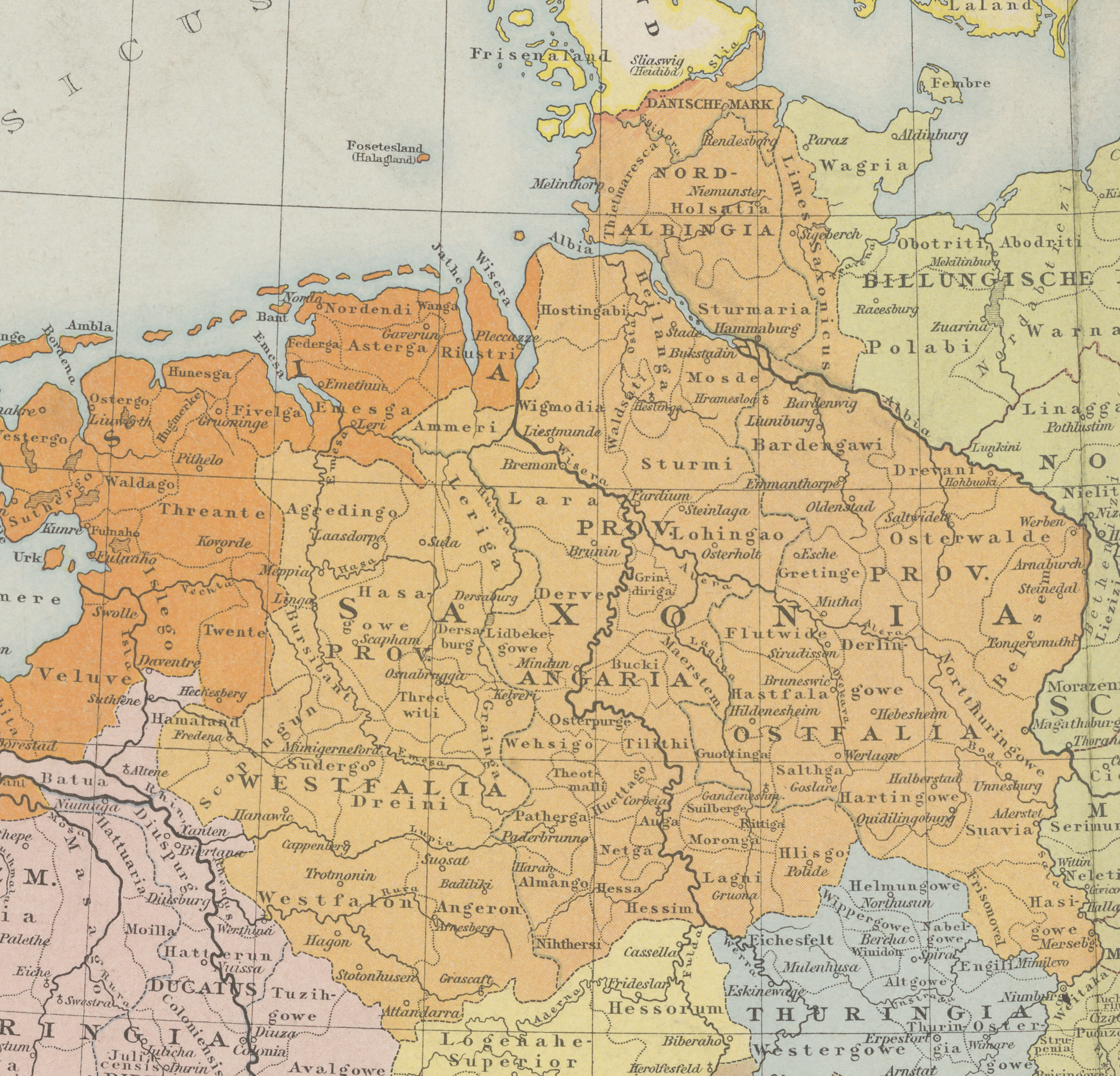
Um das Jahr 1000 lag das Wiehengebirge im Kernraum des Stammherzogtums Sachsen

Im Zuge des Klimaerwärmung nach der Weichseleiszeit begann um 8000 v. Chr. die allmähliche Wiederbewaldung des Wiehengebirges. Die Besiedlung der Täler und des Wiehengebirgsvorlands wird durch zahlreiche jungsteinzeitliche Funde bewiesen. Der vorgeschichtliche Mensch nutzte das Vorkommen von dunkelgrauen Kieselgeoden, die er in Aufschlüssen des Wiehengebirges fand, als Rohstoff für Steinbeile. In der Nähe der Schnippenburg wurden Großsteingräber und bronze- bis ältereisenzeitliche Gräberfelder gefunden.
Nach einer früheren keltischen Besiedlung wurde der Weserraum zur Zeit der beginnenden römischen Eroberungsversuche schon von Germanen bewohnt. Tacitus und andere römische Chronisten nennen am Unterlauf Chauken, weiter flussaufwärts unter anderem Angrivarier und Cherusker. Besiedlungen größeren Umfangs gab es erst in sächsischer Zeit.
Im Frühmittelalter gehörte das Wiehengebirge vollständig zum Stammesherzogtum Sachsen und hier zu den Landesteilen Engern und Westfalen. Im Spätmittelalter, der Zeit der geringsten Wald- und ausgedehntesten Ackerflächen in Mitteleuropa, wurden auch Kammlagen landwirtschaftlich genutzt, die heute wieder bewaldet sind. Später gehörte der westliche, heute niedersächsische, Teil des Wiehengebirges zum Hochstift Osnabrück, der östliche, heute westfälische, Teil überwiegend zum Fürstentum Minden, ein kleinerer Teil dessen (ungefähr das Gebiet, das heute zu Preußisch Oldendorf und teilweise zur Ortschaft Obermehnen gehört), zur Grafschaft Ravensberg.

## Ortschaften

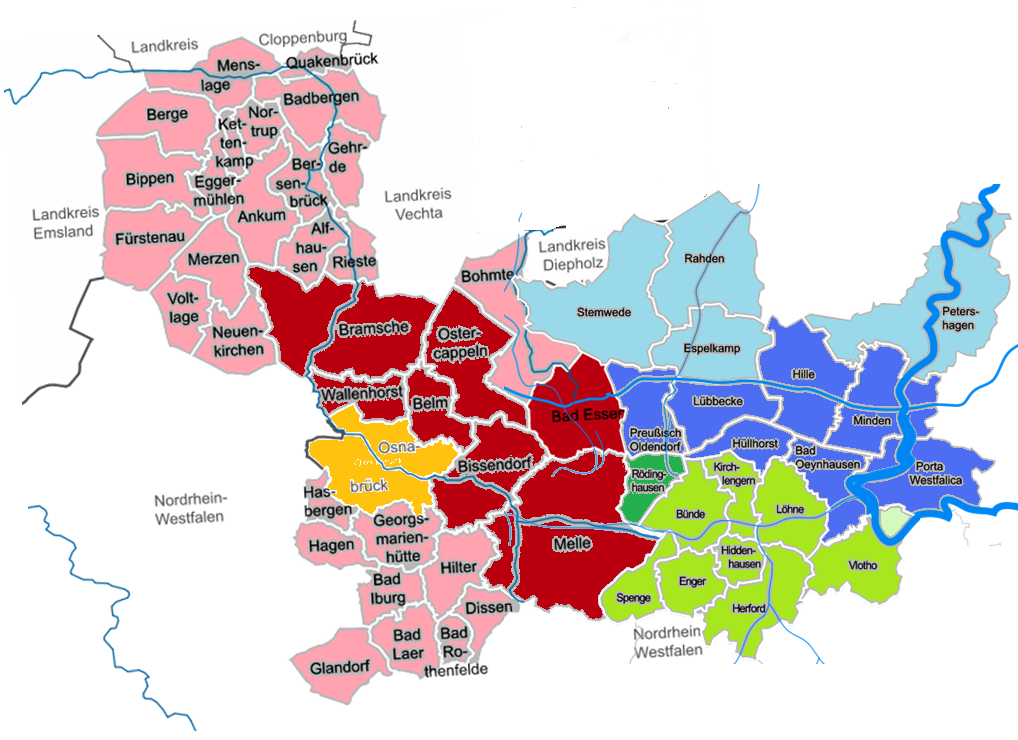
Die Wiehengebirgsgemeinden in den Kreisen Osnabrück, Herford und Minden-Lübbecke sowie die Stadt Osnabrück (Die Kommunen mit Anteil am Gebirge sind farblich dunkel hervorgehoben)

Siebzehn Städte und Gemeinden haben mit ihrer Gemeindefläche Anteil am Wiehengebirge:
Gemeinden, deren Ortszentrum nördlich des Wiehengebirges liegt, sind (in alphabetischer Reihenfolge): Bad Essen, Barkhausen, Bramsche, Hille, Lübbecke, Minden, Ostercappeln, Preußisch Oldendorf und Wallenhorst. Gemeinden mit Ortszentrum südlich des Wiehengebirges sind: Bad Oeynhausen, Belm, Bissendorf, Bünde, Hüllhorst, Melle, Osnabrück und Rödinghausen.
Einziger Ort unmittelbar auf dem Hauptkamm des Wiehengebirges ist Bad Oeynhausen-Bergkirchen. Im Wiehengebirge liegen die Ortschaften des Eggetals Börninghausen, Eininghausen, Büscherheide, ferner Barkhausen, Rattinghausen, die Ortschaft Ostercappeln und Vehrte.
Das Wiehengebirge nimmt etwa 2,8 Prozent der Fläche des Kreises Minden-Lübbecke ein. Sieben der elf kreisangehörigen Städte und Gemeinden haben Anteil am Gebirge. Von diesen nimmt das Wiehengebirge an der Stadt Lübbecke den relativ größten Anteil von rund 20,5 Prozent (1320 Hektar) ein. Im Kreisgebiet verlaufen auf dem Wiehengebirgskamm, von der Stadt Porta Westfalica abgesehen, durchweg die Gemeindegrenzen.

## Sehenswürdigkeiten

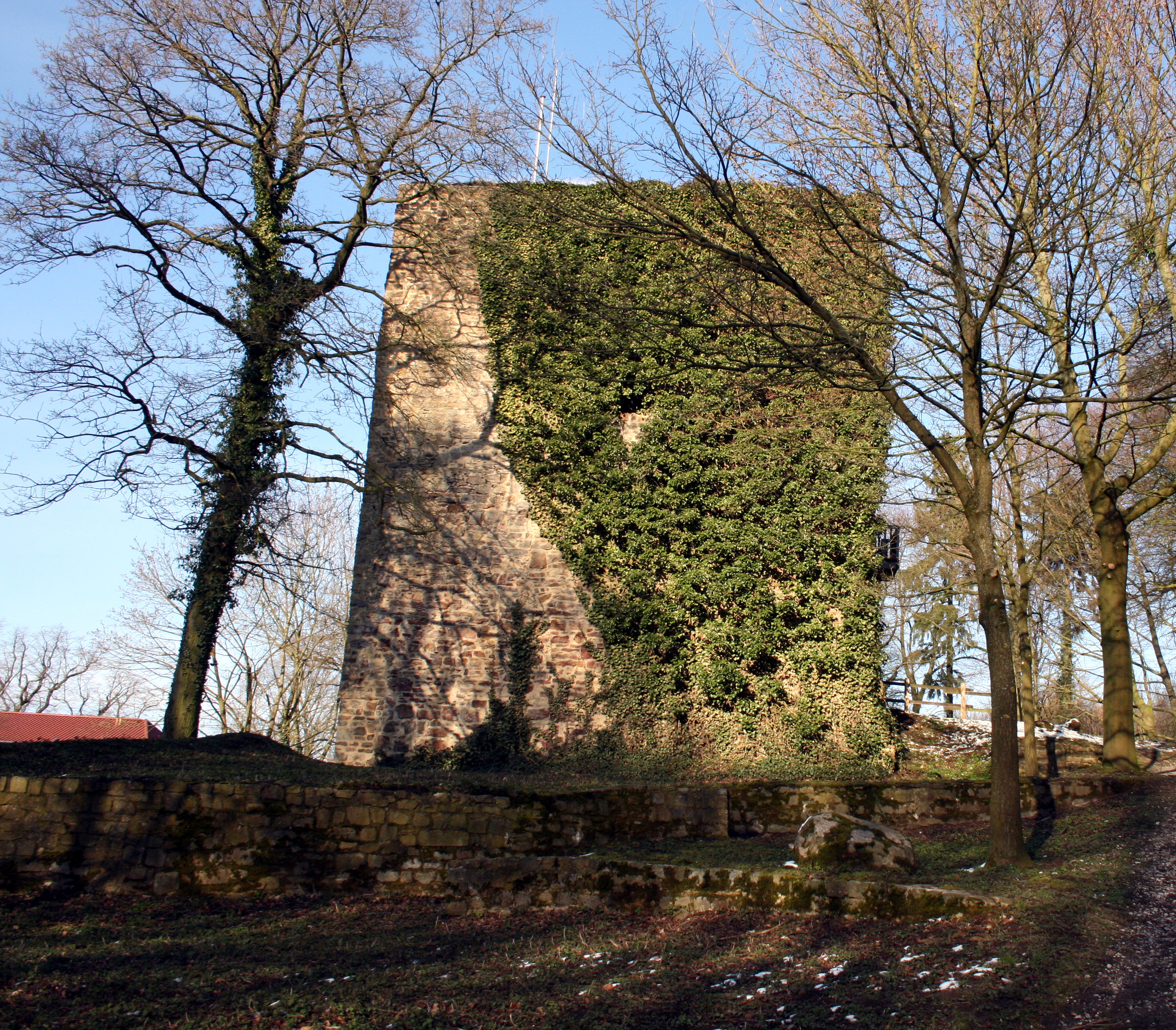
Die Burgruine Limberg

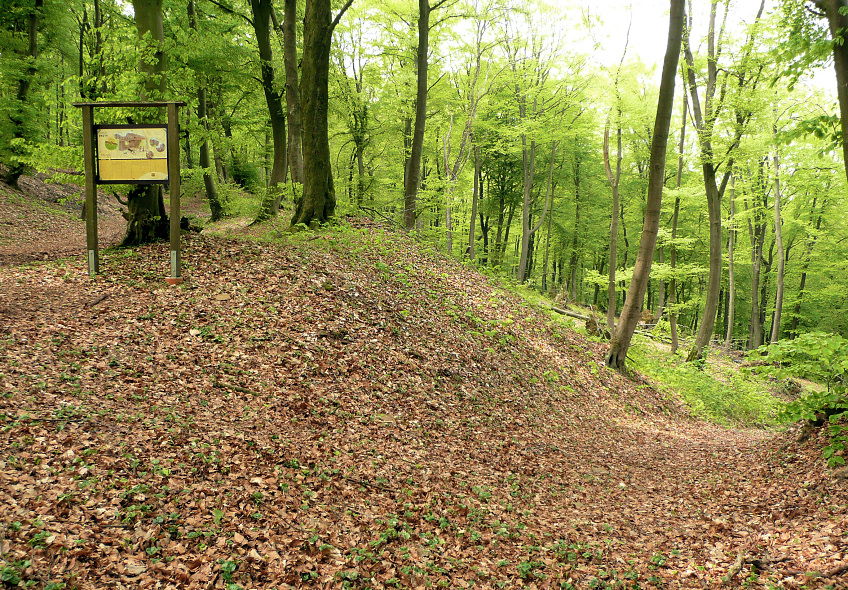
Wallanlage Wittekindsburg

Zu den bekanntesten Sehenswürdigkeiten des Wiehengebirges zählt das Kaiser-Wilhelm-Denkmal an der Porta Westfalica, von dem man weit in das Norddeutsche Tiefland blicken kann. Im Gebirge finden sich außerdem zahlreiche weitere Aussichtstürme, Denkmäler, archäologische Stätten und andere touristische Anziehungspunkte, die im Folgenden aufgezählt werden.
In den Meller Bergen liegt der 200 Hektar große Wildpark Diedrichsburg ⊙.

### Archäologische Stätten und Naturdenkmäler
In der Fundregion Kalkriese⊙ bei Bramsche-Kalkriese wurde ein römerzeitliches Schlachtfeld aus augusteischer Zeit archäologisch erschlossen, von dem angenommen wird, es sei der Ort der Varusschlacht im Jahr 9 n. Chr.
Südsüdwestlich von Bad Essen-Barkhausen befindet sich zwischen Linner Berg im Nordwesten und Kleinem Kellenberg im Südosten das „Naturdenkmal Saurierfährten“ ⊙, wo in einem ehemaligen Steinbruch etwa 150 Millionen Jahre alte Dinosaurier-Fährten zu sehen sind. An diesem Fundort gibt es Sauriernachbildungen, Informationstafeln und einen 16 km langen Dinosaurier-Rundwanderweg. Die Spuren stammen vom Elephantopoides barkhausensis und vom Megalosauropus teutonicus.
Die Schwarzkreidegrube⊙ ist ein Naturdenkmal am nordöstlichen Rand des Belmer Gemeindeteils Vehrte. Sie gilt als in Deutschland einzigartig. Der Name ist insofern verwirrend, da es sich bei dem Material nicht um Kreide, sondern um ein völlig kalkfreies Material handelt, das jedoch aufgrund seines hohen Kohlenstoffgehaltes schwarz gefärbt ist.

### Prähistorische Wallanlagen
| Bezeichnung    | Berg/Gebirgsteil  | Gemeinde                 | Anmerkung/Lage                                               | Koordinaten                     |
| -------------- | ----------------- | ------------------------ | ------------------------------------------------------------ | ------------------------------- |
| Schnippenburg  | -                 | Ostercappeln             | Ringwallanlage, Bodendenkmal                                 | 52° 21′ 7″ N, 8° 11′ 0″ O       |
| Babilonie      | Babilonie         | Lübbecke                 | La-Tène-zeitliche Wallanlage, Bodendenkmal                   | 52° 16′ 36″ N, 8° 34′ 36″ O     |
| Dehmer Burg    | Häverstädter Berg | Bad Oeynhausen           | abgegangene Wallburg aus der vorrömischen Eisenzeit in Dehme | 52° 14′ 50,4″ N, 8° 51′ 44,1″ O |
| Wittekindsburg | Wittekindsberg    | Porta Westfalica, Minden | abgegangene Fliehburg mit Ruine der Kreuzkirche              | 52° 14′ 52,3″ N, 8° 53′ 2″ O    |

### Mittelalterliche und neuzeitliche Bauten

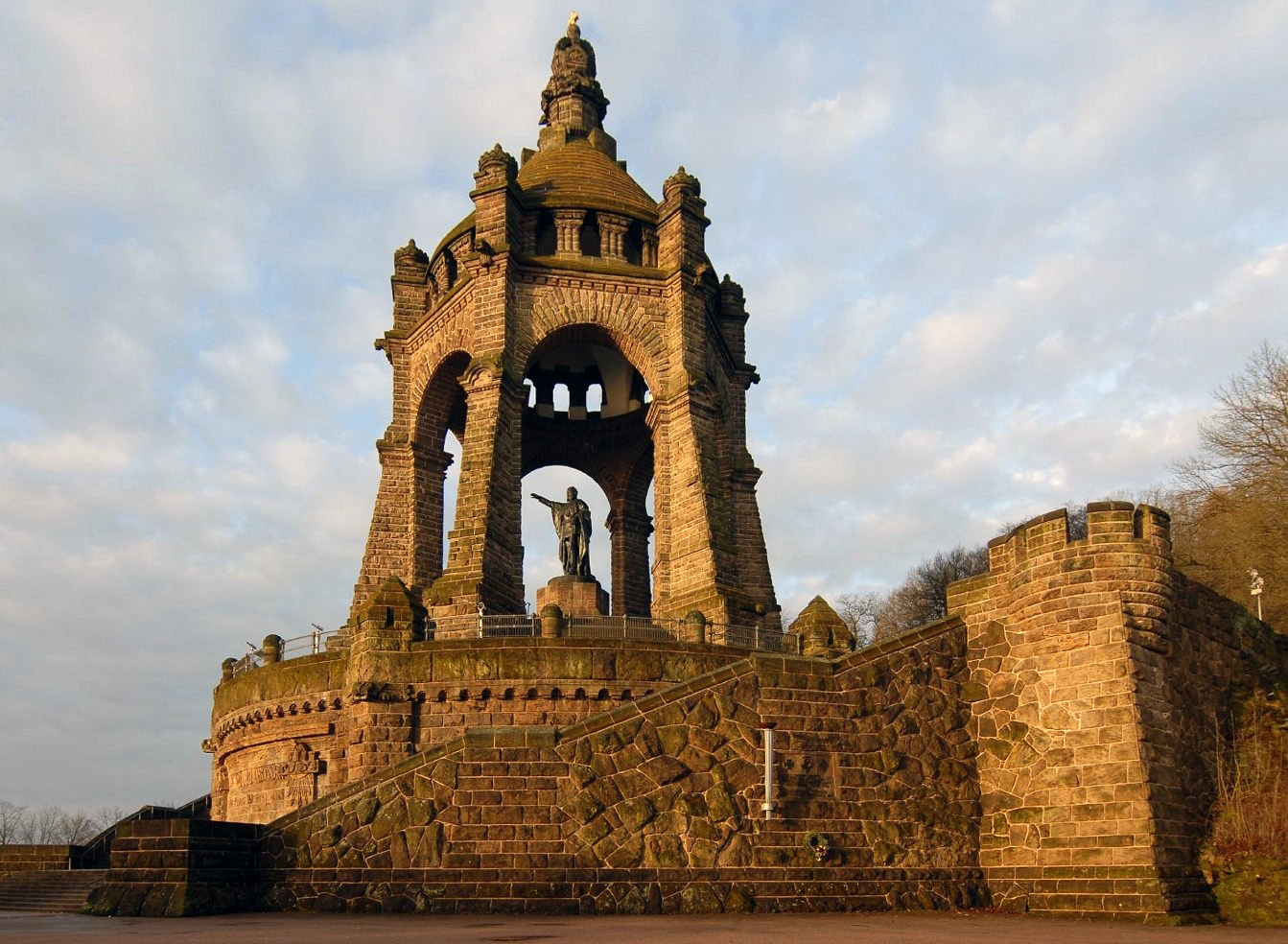
Kaiser-Wilhelm-Denkmal

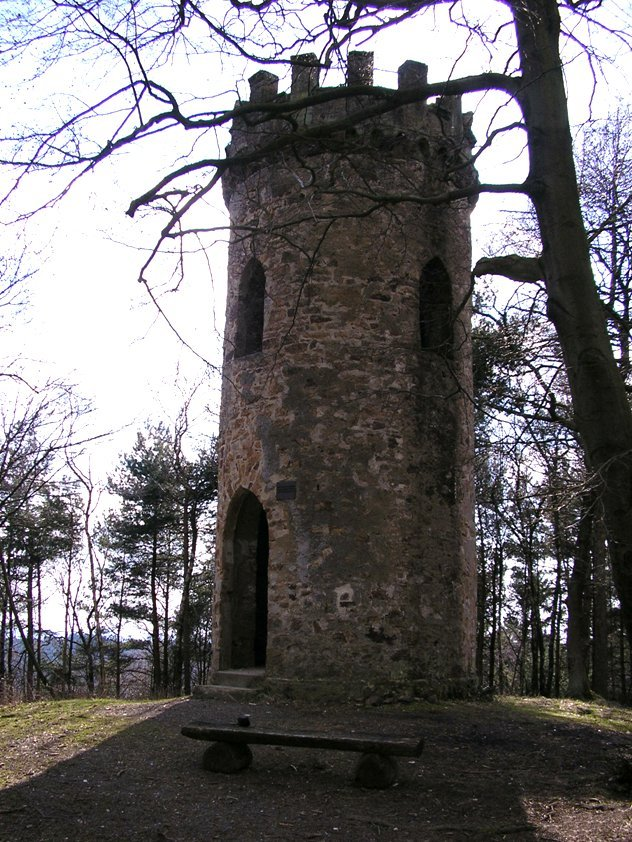
Der Wartturm auf dem Wurzelbrink

| Bezeichnung      | Berg/Gebirgsteil     | Gemeinde            | Anmerkung/Lage                                     | Koordinaten                     |
| ---------------- | -------------------- | ------------------- | -------------------------------------------------- | ------------------------------- |
| Alt Barenaue     | nahe Kalkrieser Berg | Bramsche            | Wasserburg                                         | 52° 25′ 20″ N, 8° 7′ 30″ O      |
| Burg Limberg     | Limberg              | Preußisch Oldendorf | Ruine, einst Amtsburg in der Grafschaft Ravensberg | 52° 16′ 49″ N, 8° 30′ 30″ O     |
| Schloss Crollage | Limberg              | Preußisch Oldendorf | im Mühlenbachtal östlich des Limbergs              | 52° 16′ 40″ N, 8° 31′ 30″ O     |
| Gut Obernfelde   | beim Wurzelbrink     | Lübbecke            | am Gebirgsfuß gelegen                              | 52° 17′ 36″ N, 8° 36′ 9″ O      |
| Meesenburg       | Meesenkopf           | Lübbecke            | nur Bodendenkmal                                   | 52° 17′ 37″ N, 8° 37′ 29″ O     |
| Burg Reineberg   | Reineberg            | Lübbecke            | abgegangene Burg                                   | 52° 17′ 39,5″ N, 8° 37′ 42,5″ O |
| Kreuzkirche      | Wittekindsberg       | Minden              | Grundmauern aus dem 10. Jh.                        | 52° 14′ 54″ N, 8° 52′ 53″ O     |
| Gut Wedigenstein | Wittekindsberg       | Porta Westfalica    | landwirtschaftliches Anwesen                       | 52° 14′ 30″ N, 8° 53′ 25″ O     |

| Bezeichnung            | Berg/Gebirgsteil | Gemeinde                          | Anmerkung/Lage  | Koordinaten                     |
| ---------------------- | ---------------- | --------------------------------- | --------------- | ------------------------------- |
| Bismarck-Feuersäule    | Nonnenstein      | Rödinghausen, Preußisch Oldendorf | Bismarckdenkmal | 52° 15′ 50,8″ N, 8° 29′ 3,4″ O  |
| Kaiser-Wilhelm-Denkmal | Wittekindsberg   | Porta Westfalica                  | Nationaldenkmal | 52° 14′ 43,4″ N, 8° 54′ 19,1″ O |

| Bezeichnung               | Berg/Gebirgsteil     | Gemeinde                          | Anmerkung/Lage                                  | Koordinaten                     |
| ------------------------- | -------------------- | --------------------------------- | ----------------------------------------------- | ------------------------------- |
| Turm im Park Kalkriese    | beim Kalkrieser Berg | Bramsche                          | 40 m hoher Aussichtsturm                        | 52° 24′ 23,1″ N, 8° 7′ 47,1″ O  |
| Sonnenbrinkturm           | Sonnenbrink          | Bad Essen                         | 18 m hoher Fernmeldeturm mit Aussichtsplattform | 52° 18′ 51,2″ N, 8° 19′ 37,8″ O |
| Aussichtsturm Nonnenstein | Nonnenstein          | Rödinghausen, Preußisch Oldendorf | 14 m hoher Steinturm                            | 52° 15′ 50,8″ N, 8° 29′ 3,4″ O  |
| Wiehenturm                | Egge                 | Preußisch Oldendorf               | 23,5 m Holzturm                                 | 52° 17′ 21,5″ N, 8° 27′ 52,7″ O |
| Wartturm                  | Wurzelbrink          | Lübbecke                          | Steinturm                                       | 52° 16′ 58,4″ N, 8° 36′ 54,3″ O |
| Moltketurm                | Wittekindsberg       | Porta Westfalica                  | 13,9 m hoher Steinturm                          | 52° 14′ 49″ N, 8° 53′ 26″ O     |
| Venner Aussichtsturm      | Venner Berg          | Venne                             | 20 m hoher Holzturm                             | 52° 23′ 26,2″ N, 8° 7′ 53,8″ O  |

### Relikte militärischer Objekte
Einige militärische Einrichtungen befanden sich unmittelbar am oder im Wiehengebirge. Bei Preußisch Oldendorf lag unmittelbar am Waldrand das mittlerweile einer zivilen Nutzung zugeführte und für die Wehrmacht errichtete und später von der Bundeswehr als Korpsdepot und Mobilmachungsstützpunkt genutzte Lufttanklager Preußisch Oldendorf Eine erste zivile Nutzung der dafür geschaffenen Infrastruktur mit Wasserwerk, Transformatorenstation und Ölhafen am Mittellandkanal in den Stadtteilen Harlinghausen und Getmold erfolgte bald nach Ende des Zweiten Weltkriegs.
Auf dem Westerberg bei Bad Essen waren im Wald des Wiehengebirges bis 1975 Teile einer niederländischen Nike-Flugabwehrraketenstellung stationiert. Dort befanden sich die Auffahrrampen und Betongerüste zur Aufnahme der mobilen Radaranlagen. Das eigentliche Raketenabschussgelände (Launch Area) war einige Kilometer nördlich gelegen.

## Tourismus

### Bedeutung des Fremdenverkehrs

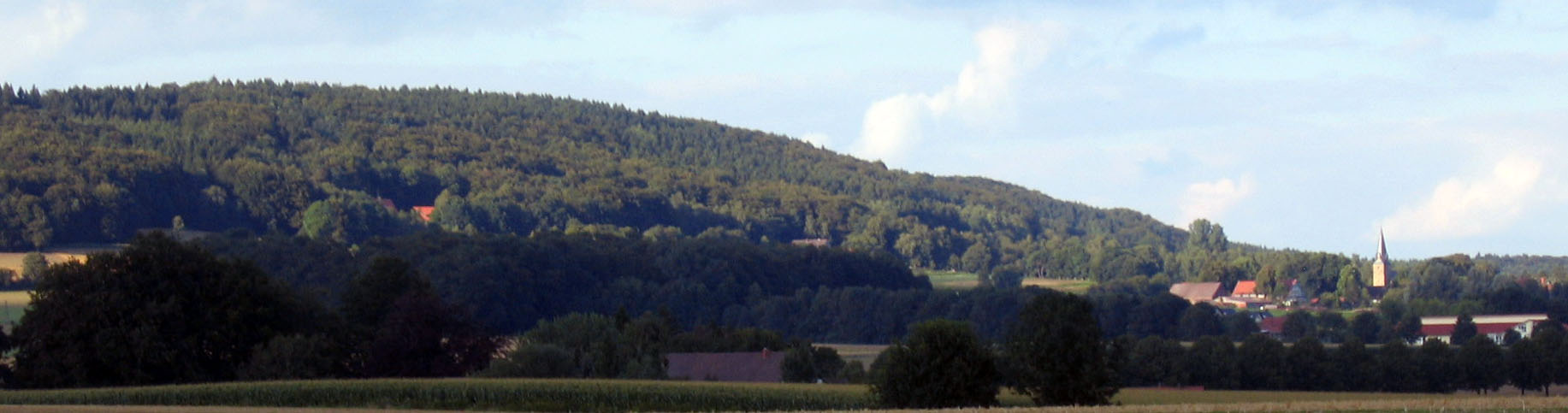
Der Luftkurort Rödinghausen am Südhang des Wiehengebirges

Das Fremdenverkehrsgebiet Wiehengebirge ist lokal und regional bedeutsam. Das ostwestfälisch-lippische Bergland wird von der Tourismuswerbung als „Heilgarten Deutschlands“ bezeichnet; Am Wiehengebirge liegen mehrere Kurorte, zum Beispiel die staatlich anerkannten Luftkurorte Bad Holzhausen, Börninghausen und Rödinghausen sowie die Solbäder Bad Essen und Melle.

### Sport
In der Oldendorfer Schweiz bei Preußisch Oldendorf liegt ein Waldschwimmbad.
Im östlichen Wiehengebirge unweit des Häverstädter Berges gibt es eine Rampe für das Drachenfliegen an der Ausflugsgaststätte Wittekindsburg.
Das Wiehengebirge hat sich in den vergangenen Jahren zu einem Mountainbike-Revier entwickelt, da es vor allem im östlichen Teil kurze, aber vergleichsweise anspruchsvolle Streckenabschnitte bietet. In Bad Essen findet im Frühjahr regelmäßig die „Monte-Saurus Mountainbike-Tour“ statt, eine dreitägige Mountainbike-Tour im Wiehengebirge.
Eher lokale Bedeutung hat das Gebirge für Jogger. Aufgrund der Steigungen auf Waldwegen ist allerdings ein Intervalltraining allein schon aufgrund der Topografie bei entsprechender Auswahl der Laufstrecke garantiert. In Lübbecke findet im Juni jedes Jahres der traditionelle Wartturmlauf statt, der in der Innenstadt von Lübbecke beginnt mit dem Wartturm auf dem Wurzelbrink als Wendemarke; er ist 13,9 Kilometer lang und insgesamt 346 Höhenmeter müssen bewältigt werden.
Das Gebirge ist bevorzugtes Revier für den Orientierungslauf. Weite Bereiche des Bergwaldes sind kartographisch durch so genannte O-Laufkarten erfasst. Örtliche Sportvereine bieten regelmäßig Wettkämpfe in dieser Sportart an.
Das Kletterrevier Wiehengebirge gilt als sehr kleines Kalk-Klettergebiet von nur lokaler Bedeutung. Die einzelnen zum Klettern geeigneten Bereiche sind die Steinbrüche im östlichen Wiehengebirge.
Einige Wege können im Winter zum Skilanglauf genutzt werden.

### Wandern
Das Wiehengebirge ist ein Wanderrevier, zahlreiche Fernwanderwege beginnen und enden am Kaiser-Wilhelm-Denkmal und durchqueren von hier die Hänge des Weser- und Wiehengebirges. Seit einigen Jahren wird vermehrt Nordic Walking betrieben.
Auf dem Wittekindsweg lässt sich der Höhenzug auf seinem Gebirgskamm nahezu komplett und innerhalb des Waldes durchwandern, wobei man immer in kurzer Zeit einen Gasthof oder eine Herberge in einer der Ortschaften am Gebirgsfuß erreichen kann. Die bewaldeten Höhen des Wiehengebirges bieten mit maximal 320 m Höhe keine Schwierigkeit für geübte Wanderer. Dieser 95 Kilometer lange Kammweg zwischen dem historischen Rathaus Osnabrücks und der Porta Westfalica ist ein Teilstück des Europäischen Fernwanderweges E 11 und gilt seit ungefähr 100 Jahren „als Klassiker unter den Wanderwegen im Nordwesten“ Deutschlands. Er liegt stets abseits vom Verkehr, Ortschaften wie Engter, Ostercappeln, Bad Essen oder Bergkirchen werden nur am Rande berührt.
Im Wiehengebirge gibt es sehr viele und ganzjährig frei zugängliche Wetterschutzhütten, die an den wichtigen Wanderwegen platziert sind und bei plötzlichen Wetterunbilden Schutz gewähren. Einige dieser Hütten tragen Namen (Glösinghauser Hütte, Hütte auf dem Heidbrink, Fliegerquellenhütte, u. v. a.). Sämtliche Hütten sind in einschlägigen Wanderkarten verzeichnet.

## Landwirtschaft

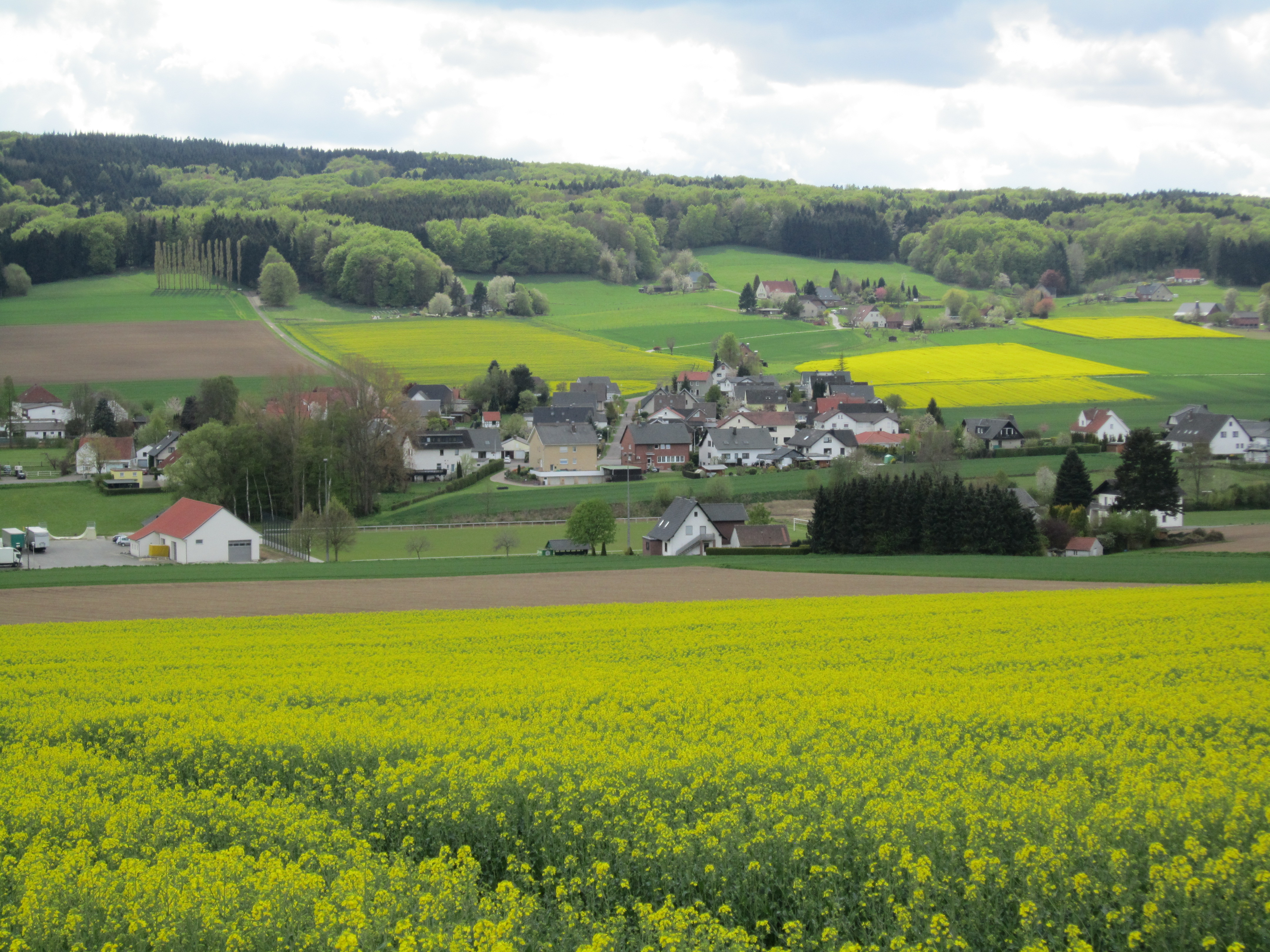
Rapsanbau im Eggetal

Wegen des Reliefs mit starken Hangneigungen werden im Wiehengebirge nur wenige Flächen landwirtschaftlich genutzt, insbesondere in den Talungen des westlichen Wiehengebirges, wie zum Beispiel dem Eggetal. Die in den jeweiligen Höhenlagen milden klimatischen Bedingungen begünstigen den Ackerbau, der im Gegensatz zu den höheren Mittelgebirgen hier die entscheidende Rolle spielt. Die Böden, oft mit Löss als Substrat, sind ebenso wie im Lübbecker und Ravensberger Land ein weiterer Gunstfaktor.
Im Eggetal hat der Anbau von Obst eine gewisse Bedeutung, obwohl er in den letzten Jahrzehnten stark abgenommen hat; am Südhang des Limbergsattels bestehen noch einige Plantagen.

## Forstwirtschaft

### Geschichte der Forstwirtschaft im Wiehengebirge

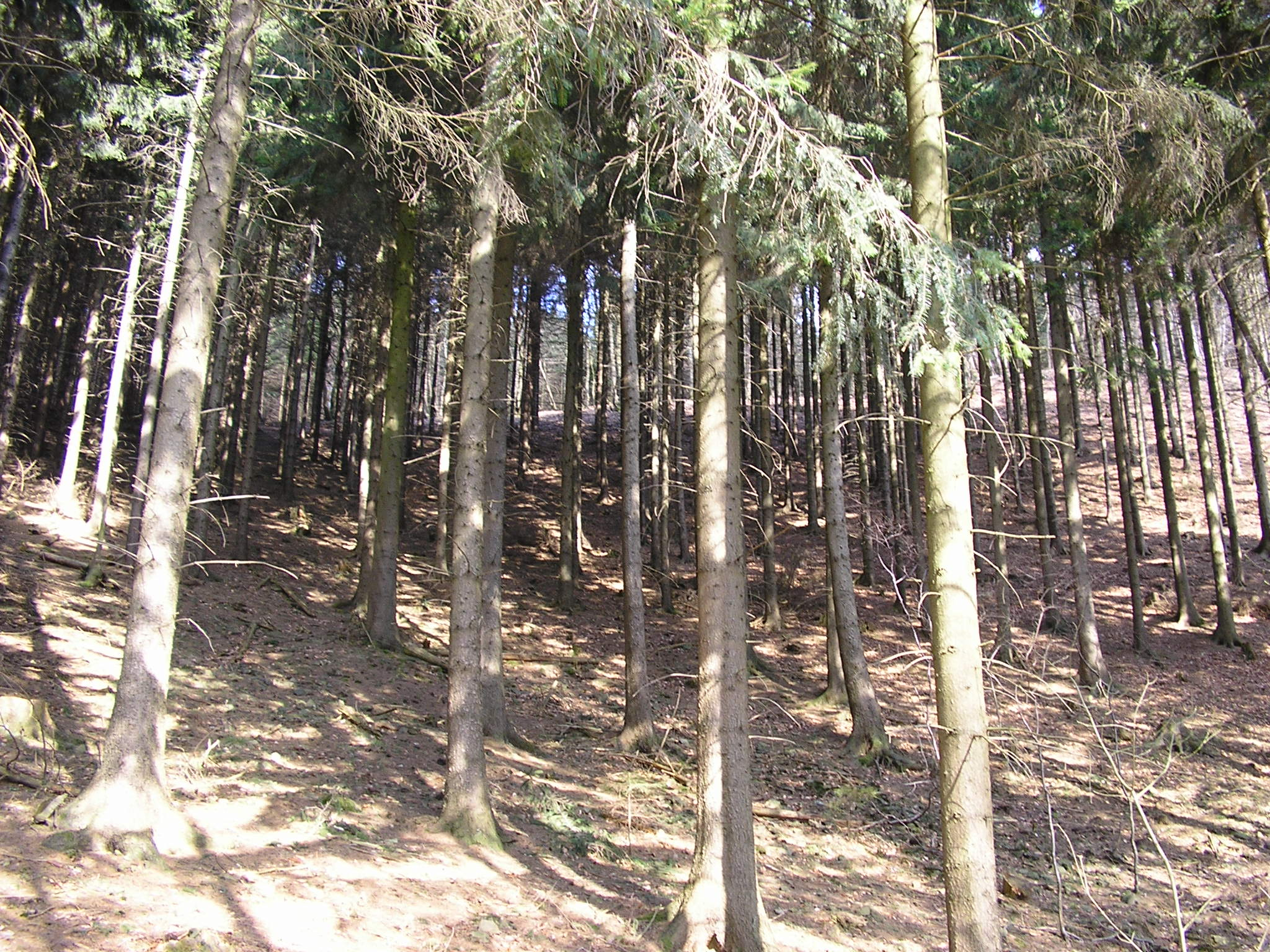
Der Bergwald des Wiehengebirges, hier am Westhang des Wurzelbrinks

Das Weserbergland wurde ausgehend von den Flusstälern schon früh besiedelt. Seit dem frühen Mittelalter nahm die Zahl der Siedlungen mit der zunehmenden Rodung und Nutzung des Waldes (unter anderem zur Holzversorgung und als Waldweide) zu. Mit der steigenden Bevölkerungszahl nach dem Dreißigjährigen Krieg und in der Periode des Merkantilismus stieg die Nutzung der Landschaft und der Wälder weiter. Die Wälder hatten unter anderem Bauholz, Schiffseichen, Brennholz, Holzkohle, Streu und Pottasche für Glashütten zu liefern und wurden zudem als Weideflächen für die zahlreichen Haustiere beansprucht. Ende des 18. Jahrhunderts hatten diese intensiven Nutzungen auf weiten Flächen zu einer Waldverwüstung und Devastierung geführt.
Erst durch die Nutzung der Steinkohle zur Energiegewinnung, die Ablösung der Weide- und Mastberechtigungen und die Einführung einer geregelten Forstwirtschaft als Hochwaldbetrieb Anfang des 19. Jahrhunderts fand eine Verbesserung des Waldzustandes statt. Dabei wurden große Teile der ehemals devastierten und verheideten Flächen mit Nadelhölzern aufgeforstet, da sie auf diesen Flächen leichter anwuchsen und Produkte aus diesen Wäldern gut abgesetzt werden konnten. Daraus resultiert der mit einem Drittel bedeutsame Anteil an reinen Nadelholzbeständen im Wiehengebirge.
In Gebieten, in denen die gemeinschaftlichen Marken real geteilt wurden, wie in besonderer Weise im Wiehengebirge, entstanden kleinparzellierte Wälder, die überwiegend im Stockausschlagbetrieb genutzt wurden. Seit Anfang der neunziger Jahre des 20. Jahrhunderts werden große Anstrengungen unternommen, Buchen und andere Laubhölzer in Nadelholzbestände einzubringen, um sie zu stabilen, leistungsstarken Mischbeständen zu entwickeln.
Die Waldfläche des Wiehengebirges einschließlich seiner Nebenhöhenzüge beträgt rund 16 km², wovon das Gros mit rund 12 km² bis 14 km² auf das westliche Wiehengebirge, also westlich der Großen Aue, entfällt.
Die hohe Produktivität ist einerseits mit der vergleichsweise langen Vegetationsperiode und andererseits mit den guten Bodenverhältnissen zu begründen, es spielen hier auch biotische Faktoren, also das gesunde Ökosystem, und kulturelle Faktoren wie die Art der Bewirtschaftung eine entscheidende Rolle.

### Forstwirtschaft im Bereich Minden

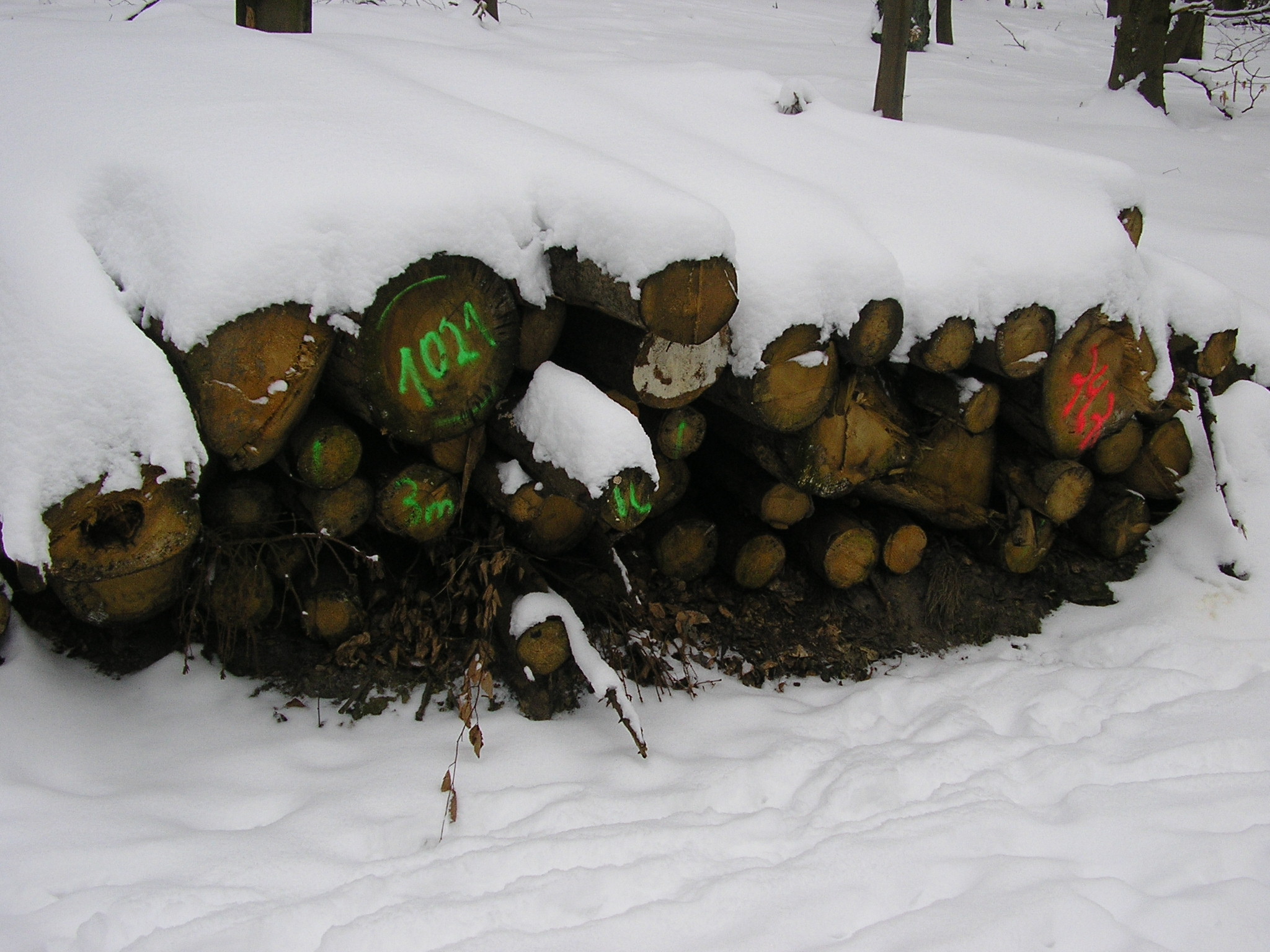
Holzstoß nahe dem Reineberg bei Lübbecke mit Markierungen

Der Wald des Wiehengebirges wird in Nordrhein-Westfalen durch das Regionalforstamt Ostwestfalen-Lippe betreut. Im Rahmen der hoheitlichen Aufgaben überwachen die Regionalforstämter die Einhaltung der forstgesetzlichen Bestimmungen und sind teils federführend, teils mitwirkend an allen den Wald betreffenden Planungen beteiligt. Der westfälische Teil des Wiehengebirges, der im Wesentlichen die Wälder des östlichen Wiehengebirges umfasst, wird dabei forstwirtschaftlich zum Bereich Minden gezählt.
Die Waldfläche des Wiehengebirges im Bereich Minden beträgt rund 4570 Hektar, davon liegen knapp 280 ha im Kreis Herford und 4290 ha im Kreis Minden-Lübbecke. Da die Region Minden im Landesvergleich sehr waldarm ist, dürfen Rodungen nur in unumgänglichen Fällen und gegen Ersatzaufforstung durchgeführt werden.
Im Gegensatz zu den übrigen Waldgebieten im Mindener Land dominiert im Wiehengebirge der Privatwald. Nachteilig ist die stark zersplitterte Besitzstruktur, die durchschnittliche Waldfläche pro Eigentümer beträgt im Privatwald nur 1,2 ha. Diese Kleinstparzellierung entstand durch Aufteilung der vormals gemeinschaftlich genutzten Markwaldungen im Jahre 1771. Zur effektiven Bewirtschaftung und Pflege des Waldes wurden daher forstliche Zusammenschlüsse gegründet wie Forstbetriebsverbände oder Forstbetriebsgemeinschaften.
Als Folge der früher praktizierten Brenn- und Bauholznutzung entstanden typische Nieder- und Mittelwaldbestände. Neben dominierenden Buchenmischwäldern sind auch Fichten und Lärchen zu finden. An Sonderstandorten finden sich seltener werdende Waldgesellschaften, zum Beispiel mit Bergulmen, oder Orchideen-Buchenwälder mit Elsbeere. Großflächige Aufforstungen erfolgten nach dem Zweiten Weltkrieg.
Von den etwa 35.000 Kubikmeter Holz, die jährlich im Bereich Minden vermarktet werden, gelangen etwa 60 % in Sägewerke, der Rest wird zu Spanplatten und Papier verarbeitet oder als Brennholz vermarktet.

### Forstamt Osnabrück
Der Privatwald und Körperschaftswald des niedersächsischen Westteils des Wiehengebirges wird vom Forstamt Osnabrück betreut. Dieses gehört zur Landwirtschaftskammer Weser-Ems und betreut alle Privat- und Körperschaftswälder des Landkreises Osnabrück sowie der Stadt Osnabrück und unterteilt sich in 15 Bezirksförstereien, die 6100 private und kommunale Waldbesitzer betreuen. Der Bergwald des Wiehengebirges selbst macht nur einen Teil der gesamten Waldfläche des Osnabrücker Landes aus und ist ebenso wie im Bereich Minden ein vorwiegend kleinparzellierter Privatwald.
Der im Wiehengebirge vorhandene Staatswald heißt in Niedersachsen Landeswald und wird vom Niedersächsischen Forstamt Ankum verwaltet, das sich über die Landkreise Osnabrück, Emsland und Grafschaft Bentheim erstreckt und sich in acht Revierförstereien unterteilt ist. Der Landeswald im Wiehengebirge rechnet zu den Revierförstereien Helfern, Iburg, Bohmte und Westerholte. 20 % des Landeswaldes werden als Waldschutzgebiete vorrangig nach den Bedürfnissen des Naturschutzes entwickelt.

## Bodenschätze und Bergbau

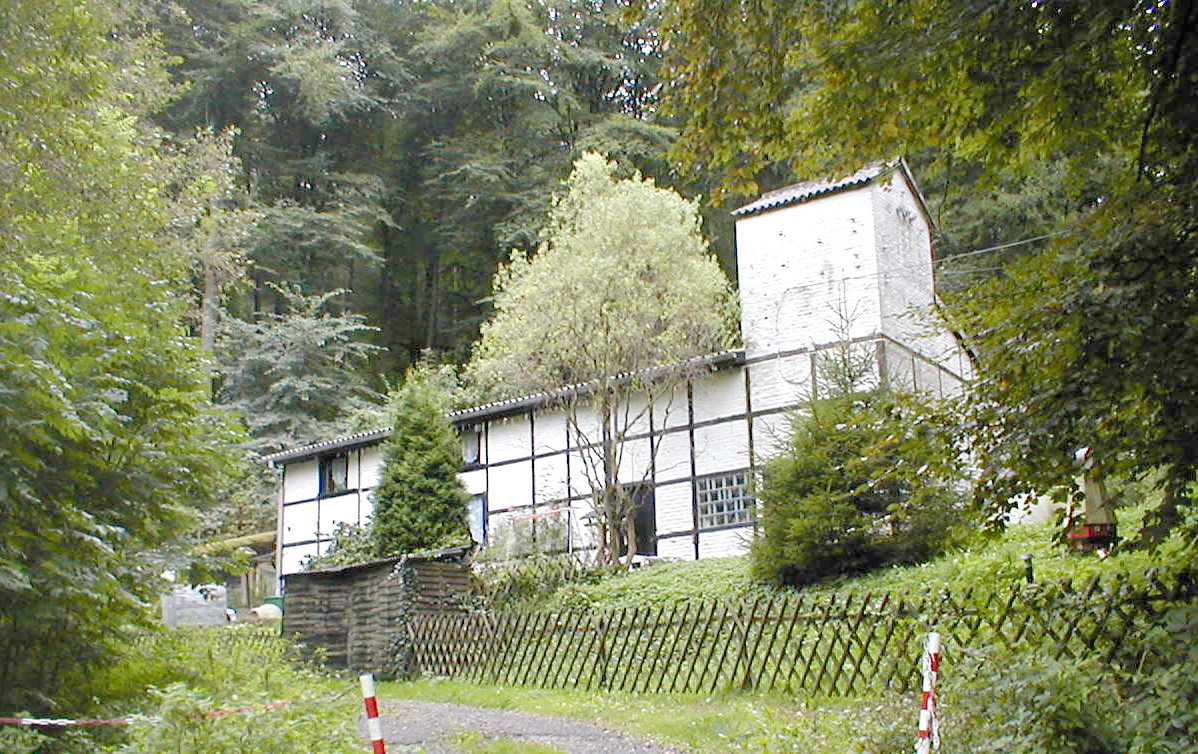
Kompressorgebäude der Erzgrube Porta am Königsberg in Minden-Häverstädt

Im Wiehengebirge gibt es Lagerstätten von Steinkohle und Eisenerz, die früher bergmännisch ausgebeutet wurden. Kohle, Impsonit (festes Erdöl) und Eisenerz wurden in Bergwerken gefördert. Südlich von Preußisch Oldendorf gibt es einen alten Stollen für Steinkohle und im Bereich der Stadt Minden am Königsberg liegt die alte Eisenerzgrube Porta. In diesem Betrieb baute man das ein bis zwei Meter mächtige, eisenerzhaltige Wittekindsflöz ab, das als oberste Schicht des mittleren Jura oberhalb des Portasandsteins liegt.
Zur Farbherstellung wurde im Westlichen Wiehengebirge in der Schwarzkreidegrube bei Vehrte Schwarzkreide abgebaut.

### Förderung von Erz und Gestein
Die Förderung von Eisenerz wurde im Bereich des Wiehengebirges 1962 eingestellt. Ausgehend der Erzausbisse siedelten sich um 1750 die ersten Eisenerzbergbaue am Wiehengebirge an. Diese ersten kleineren Bergwerke gewannen das Erz zunächst im Tagebau, ab etwa 1870 wurden die ersten Stollen ins Gebirge vorgetrieben, weil die Erze im Bergesinneren eine höherwertige Qualität besaßen. Einer der ersten Stollen der Erzgruben befand sich in der Nähe der Gaststätte Kaiserhof, unterhalb des Kaiser-Wilhelm-Denkmals und hatte den Namen „Pariser Erbstollen“. Im Stollenbau folgte man zunächst dem immer mächtiger werdenden Wittekindflöz. Unter der Leitung des Georgs-Marien-Bergwerks- und Hüttenvereins wurde am 23. Juli 1890 die Eisensteinzeche Porta 1 gegründet. Die Konsolidation der Zeche „Porta 1“ setzte sich aus ehemaligen 14 einzelnen kleinen Bergwerken zusammen.
Von den Gesteinen fand der durch Einlagerung von Eisenoxid bräunlich gefärbte, harte Portasandstein als regionaltypisches Baumaterial Verwendung. Für alle sichtbaren Architekturteile des Kaiser-Wilhelm-Denkmals wurde Portasandstein aus dem in der Nähe gelegenen Steinbruch „Wolfsschlucht“ verwendet. Die Steine aus diesem Bruch besitzen grobes Korn bei graubrauner, etwas grünlich schimmernder Färbung. Häufig treten zusätzlich dunkle Streifen infolge starken Eisengehalts auf. Der Cornbrash-Sandstein und der Korallenoolith fand Verwendung beim Straßenbau.
Der seit dem 11. Jahrhundert nachweisbare Abbau wurde großflächig Ende der 1960er-Jahre eingestellt. Damals bekamen Naturschützer, Wanderer, Heimatkundler und die Behörden den Eindruck, weiterer Gesteinsabbau bedeute einen Angriff auf den Kamm des Wiehengebirges. Das brachte breiten öffentlichen Widerstand gegen Erweiterungen und Neugenehmigungen von Steinbrüchen mit sich.
Im gesamten Gebirge zeugen heute alte Steinbrüche von der ehemals großen Bedeutung der Gesteinsgewinnung, von denen viele als Naturdenkmale oder Naturschutzgebiete ausgewiesen sind und Felsenbrütern wie Uhu und Wanderfalke, Eidechsen und Schlangen, Kleinsäugern und Insekten mit ihren Magerrasen und Gehölzen einen vielfältigen Lebensraum bieten. Konkurrenz im Steinbruch bekommen Tiere und Pflanzen durch den kletternden oder motorradfahrenden Menschen.

### Quellwasser
Ein Bodenschatz besonderer Art ist das Gebirgsquellwasser, das von der in Lübbecke im Wiehengebirge ansässigen Brauerei Barre Bräu genutzt wird.
Für den Kurbetrieb des Luftkurortes Bad Holzhausen hat Quellwasser als Heilquelle eine große Bedeutung. Das Sulfat-Carbonat-Quellwasser wird zu Trinkkuren eingesetzt und kann so, wie es aus der Erde kommt, verzehrt werden. Die Nutzung dieses Wassers ist seit 1728 belegt.
In Bad Oeynhausen nutzt eine Seifenmanufaktur Quellwasser aus einem Schutzgebiet im Wiehengebirge zur Herstellung von Naturkosmetika.

## Traditionelle Sprach- und Geschichtskultur

### Mundarten

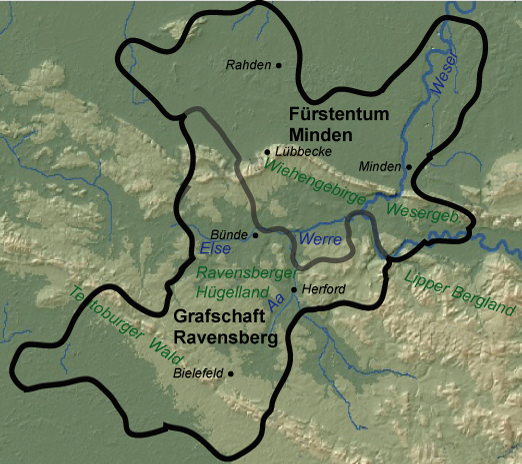
Politische Grenzen um 1800

Die traditionelle Mundart ist die ostwestfälische Variante der Niederdeutschen Sprache. Die Funktion einer Dialektgrenze, wie sie andere Mittelgebirge teilweise haben, kommt dem Wiehengebirge kaum zu. Einerseits gilt das Gebirge als Grenze der „Ravensbergischen Mundart“ zum Mindischen, andererseits bestehen größere Differenzen zur osnabrückischen Mundart, so dass die Dialektgrenzen das Gebirge auch queren.

### Der Widukindmythos
Vergleichbar mit anderen Mittelgebirgsregionen in Mitteleuropa entwickelten sich auch im Bereich des Wiehengebirges Sagen und Mythen, in deren Mittelpunkt insbesondere die historisch belegbare Person des Sachsenherzogs Widukind (im Volksmund auch Wittekind genannt) steht. Der Widukind-Kult begann schon im 12. Jahrhundert im nahe gelegenen Enger, wo man um 1100 Widukinds Grabplatte mit Umschrift fertigte und ihn als König des Engerngaues zu feiern begann. Dass der legendäre Herzog in Enger begraben liegt, wurde erstmals im 13. Jahrhundert erwähnt. 1377 stattete Kaiser Karl IV. dem Grab einen Besuch ab und ließ das Grabmal auf seine Kosten erneuern.
Im Bereich des Wiehengebirges finden sich zahlreiche Toponyme mit Bezug auf Widukind, wie z. B. die Wittekindsburg, den Wittekindsberg und drei Wittekindsquellen. Der als Wittekindsweg bezeichnete Kammweg auf dem Wiehengebirge trägt ebenso seinen Namen wie das Wittekind-Gymnasium in Lübbecke und das Widukind-Gymnasium in Enger.
An der Bundesautobahn 30 weist eine stilisierten Darstellung des Gebirges mit dem Sachsenfürsten auf die besondere Beziehung zwischen Region und Widukind hin.

### Freilichtbühnen
Drei Freilichtbühnen nutzen das naturräumliche Ambiente des Wiehengebirges: die Goethe-Freilichtbühne Porta Westfalica am Wittekindsberg im Ortsteil Barkhausen, die Freilichtbühne Nettelstedt am Nettelstedter Berg in Lübbecke-Nettelstedt und die Freilichtbühne Kahle Wart auf der Kahlen Wart in Hüllhorst-Oberbauerschaft.

## Verkehr
Südlich des Wiehengebirges zwischen Osnabrück und Bad Oeynhausen verläuft in West-Ost-Richtung die Bundesautobahn 30, die im Osten Anschluss an A 2 bietet, im Westen Anschlüsse an A 33 und A 1, wobei letztere in Nord-Süd-Richtung verlaufend den äußersten Westteil des Gebirges durchschneidet.
An der östlich des Wiehengebirges gelegenen Porta Westfalica wird es von der Bundesstraße 61 tangiert. Nördlich des Gebirges verläuft in West-Ost-Richtung die B 65, den Westteil des Gebirges quert die B 51. Im äußersten Westen verlaufen die B 68 und B 218. Zahlreiche Landes- und Kreisstraßen verdichten das Straßensystem.
Als Bahnlinien durchqueren die ICE-Strecke Hamburg-Köln über Osnabrück und die RB 71 Ravensberger Bahn von Bünde nach Rahden das Wiehengebirge. Parallel zum Höhenzug verlaufen südlich die Bahnstrecke Löhne–Rheine und nördlich über Bohmte – Bad Essen – Preußisch Oldendorf die private Wittlager Kreisbahn, die auf einer Teilstrecke dem Güterverkehr und dem musealen Personenverkehr dient.

### Verkehrsgeschichte

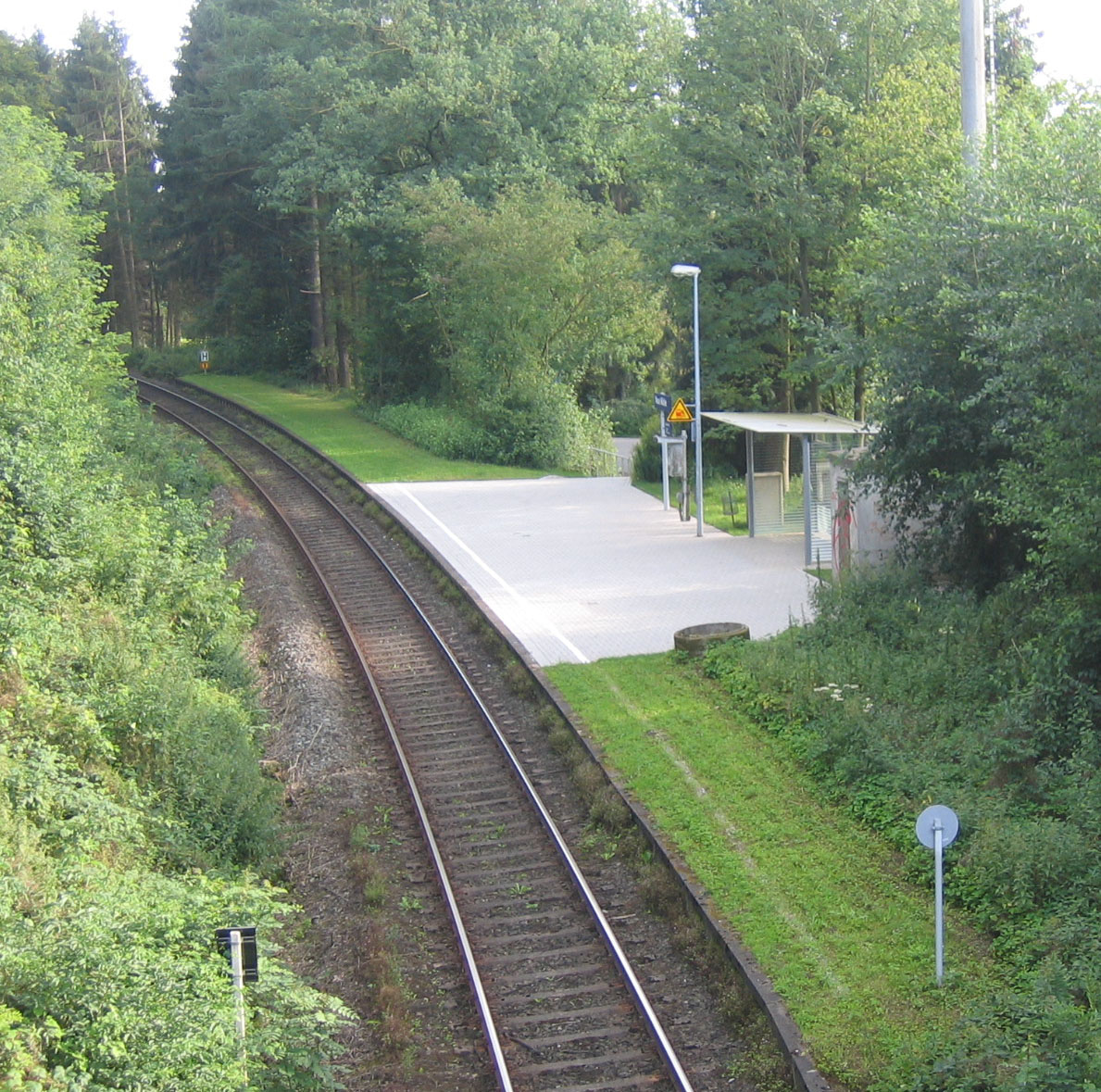
Haltepunkt Mesch Neue Mühle der Ravensberger Bahn im Wiehengebirge

Seit jeher beeinflusste das Wiehengebirge den Verlauf der Handels- und Heerstraßen: Einerseits war es Verkehrshindernis für die Bewegung von Norden nach Süden, andererseits bot der früh besiedelte offene Teil an dessen Nordabdachung den Raum für eine Ost-West-Verbindung zwischen Gebirgswald im Süden und Sumpf im Norden. Im Zuge des Lübbecker Lößlandes verlief die mittelalterliche Heerstraße Minden-Osnabrück, die heute dem westlichen Abschnitt der Bundesstraße 65 entspricht. Etwa 500 m westlich der Schnippenburg überquert der Bremer Heerweg das Wiehengebirge. Dieser Verkehrsweg verband im Mittelalter und in der frühen Neuzeit die Städte Osnabrück und Bremen. Er hatte in Osnabrück Anschluss an die Frankfurter Heerstraße, die über Paderborn und das Sauerland den nordwesthessischen Raum erschloss.
Die Eisenbahnlinie von Bünde über Lübbecke wurde am 30. September 1899 eingeweiht. Sie durchschneidet in einem Geländeeinschnitt, dem Durchbruchstal der Großen Aue, das Wiehengebirge. Weiter südlich verlaufen die Schienen auf einem Damm und trennen so das Auetal vom Wiehengebirgswald. Das Bachbett der Aue wurde nach Westen verlegt. 1986 wurde der Halt bei Neue Mühle aufgegeben, heute existiert dort nur eine Bedarfshaltestelle.
Der Wallücker Willem (eigentlich: Wallückebahn) war eine von 1897 bis 1937 betriebene Kleinbahn von Kirchlengern im Werretal bis hinauf zum Steinbruch an der Passhöhe von Wallücke (Ortsteil Oberlübbe der Gemeinde Hille). Sie hatte eine Spurweite von 600 mm und diente neben dem Gütertransport auch dem Personenverkehr.

### Querungen des Wiehengebirges

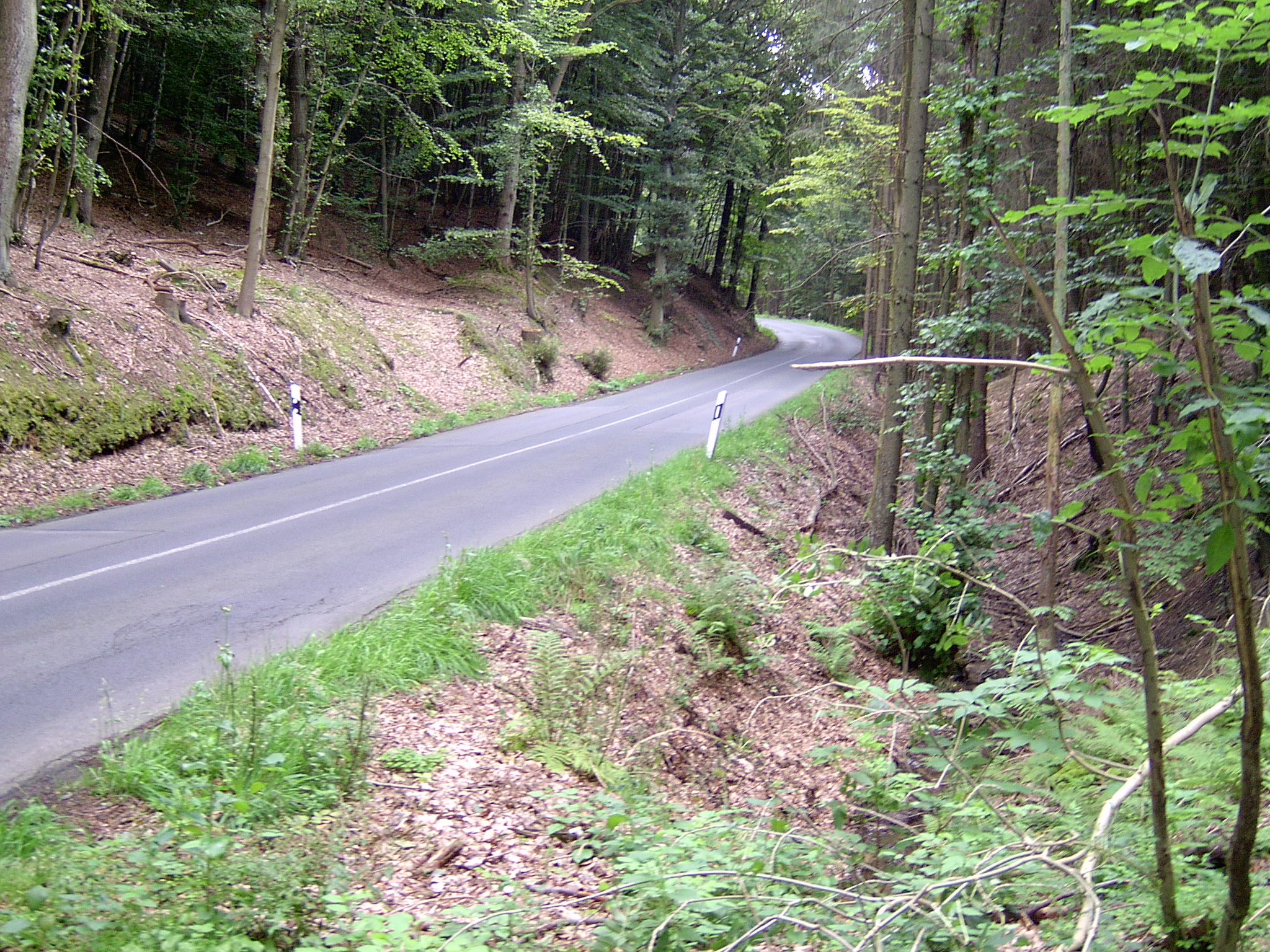
Bei der Kahlen Wart verläuft die höchste Passstraße mit einer Steigung von bis zu 17 Prozent

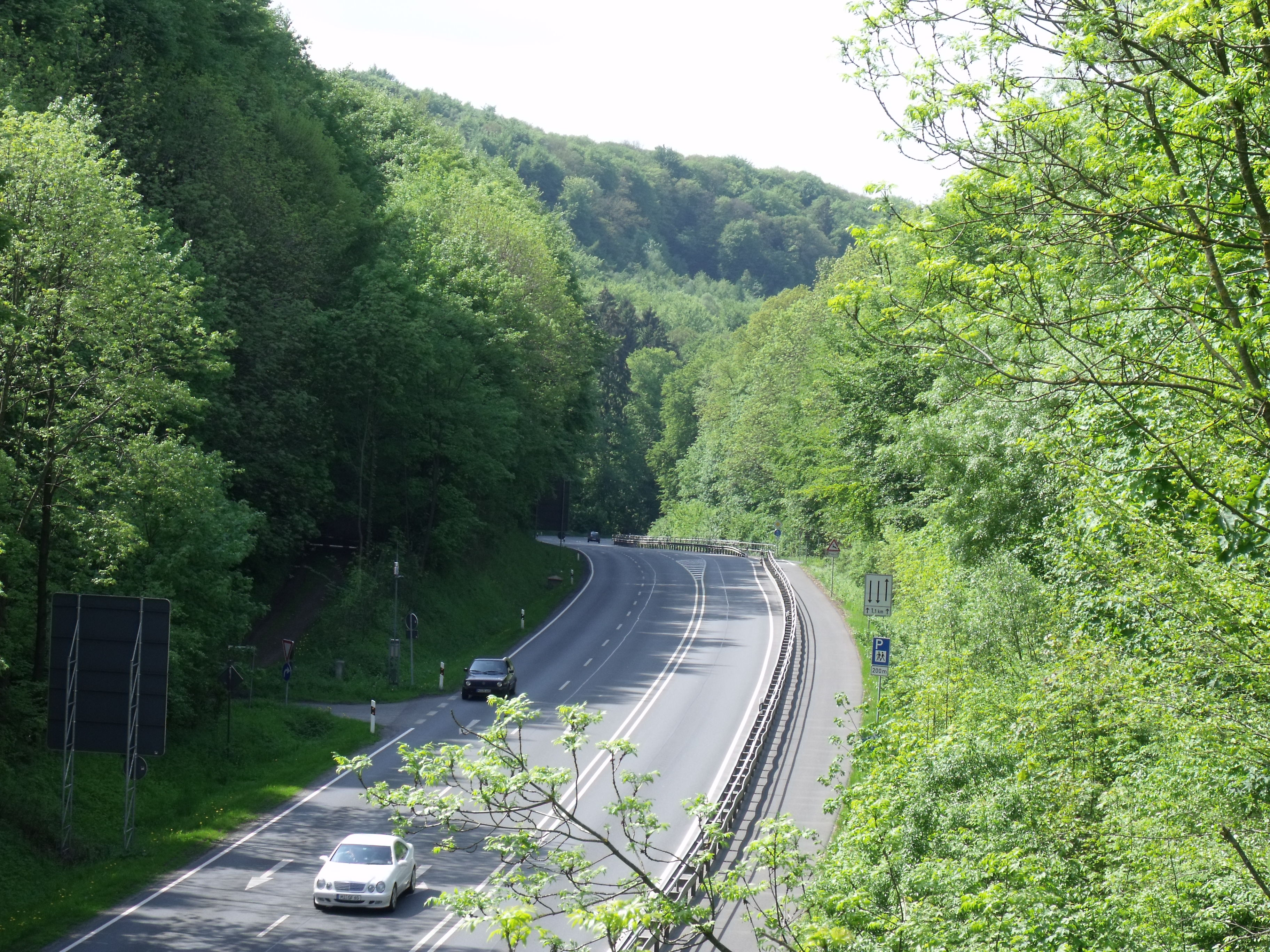
Der Gebirgspass Horst Höhe

Das Wiehengebirge stellt trotz seiner vergleichsweise geringen absoluten Höhe ein Verkehrshindernis dar. Gegenwärtig gibt es zwischen der Porta Westfalica und Bramsche nur 21 Straßen des öffentlichen Verkehrs, die das Gebirge queren. Die querenden Straßen verlaufen entweder längs der Flussdurchbrüche oder als Passstraßen im Zuge der Dören; letztere werden gelegentlich im Winter bei Schneeeinbruch oder Eisregen zeitweise unpassierbar oder vorsorglich gesperrt.
| Pass                   | Bemerkung      | Passhöhe [m ü. NHN] | Passstraße  | Verkehrsdichte |
| ---------------------- | -------------- | ------------------- | ----------- | -------------- |
| Grüner See             | –              | 182 m               | K 203       | –              |
| Kahle Wart             | –              | 249 m               | K 60        | 4.049 Kfz/d    |
| Horst Höhe             | Lübbecker Berg | 214 m               | B 239       | 15.522 Kfz/d   |
| Bergstraße Nettelstedt | genannt Ölberg | 206 m               | L 803 (NRW) | 2.703 Kfz/d    |
| Wallücke               | –              | 152 m               | L 876 (NRW) | 6.510 Kfz/d    |
| Bergkirchen            | –              | 165 m               | L 772 (NRW) | 5.468 Kfz/d    |
| Lutternsche Egge       | –              | 214 m               | K 30        | 2.233 Kfz/d    |

Westlich des Huntedurchbruchs liegt die Passhöhe der Straßen meist deutlich unter 150 Höhenmetern. Das Wiehengebirge stellt sich aufgrund der Topographie dort nicht mehr als signifikantes Verkehrshemmnis dar.
| Ort              | Bemerkung                     | Höhe [m ü. NHN] | Straße      |
| ---------------- | ----------------------------- | --------------- | ----------- |
| Barkhausen       | Durchbruchstal der Hunte      | ca. 80 m        | L 83 (Ns)   |
| Neue Mühle       | Durchbruchstal der Großen Aue | ca. 80 m        | L 557 (NRW) |
| Porta Westfalica | Durchbruchstal der Weser      | ca. 50 m        | B 61        |